# Német Lovagrend

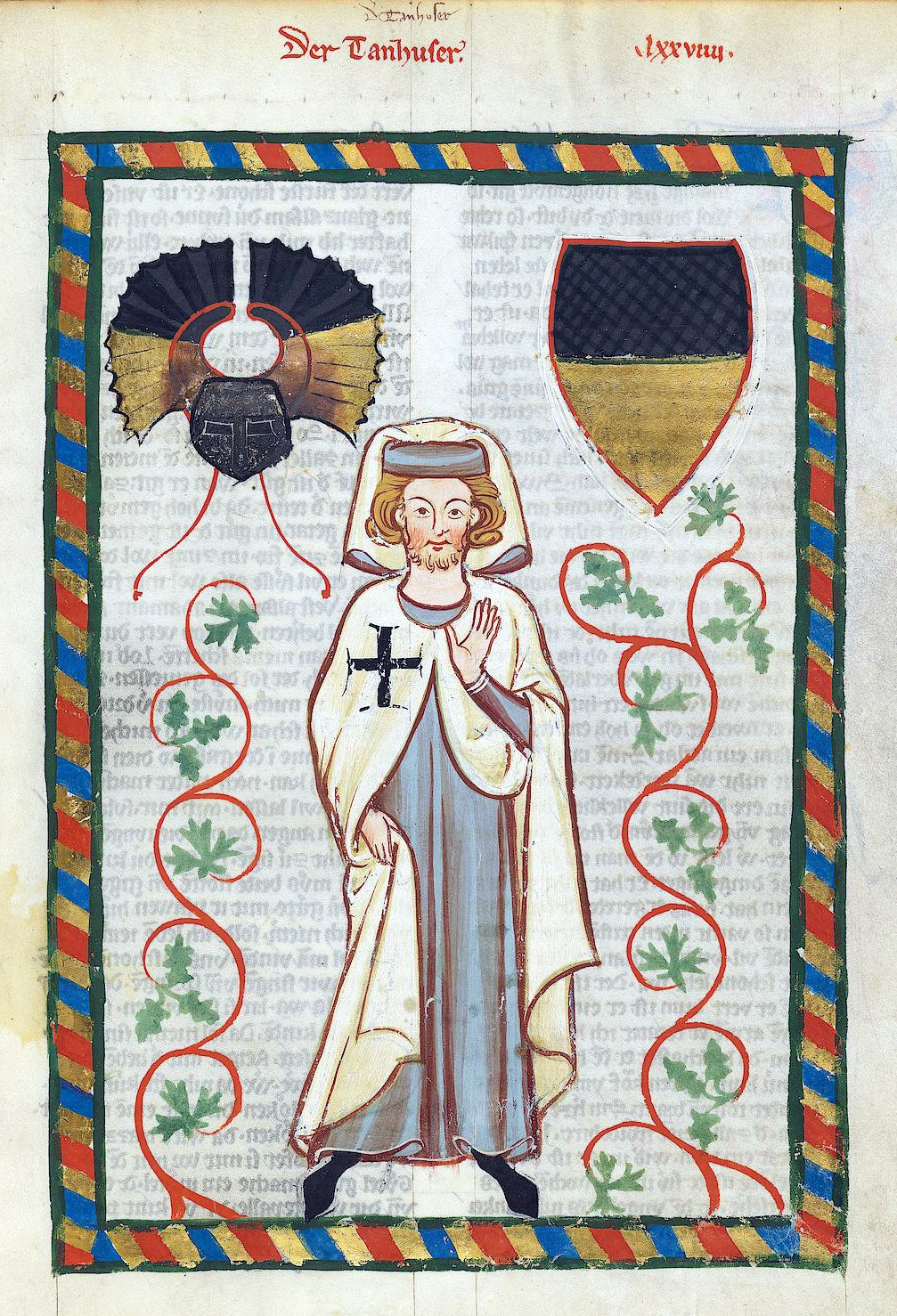
Tannhäuser mint a Német Lovagrend tagja

A Német Lovagrend vagy Teuton Lovagrend (latinul Ordo Teutonicus, Ordo domus Sanctae Mariae Theutonicorum Ierosolimitanorum, vagy Ordo Teutonicus Sanctae Mariae in Jerusalem, németül Orden der Brüder vom Deutschen Haus St. Mariens in Jerusalem vagy Deutscher Orden) német egyházi-katonai lovagrend volt, amelyet eredetileg Palesztinában alapítottak betegápoló tevékenység céljából.
Az Európába visszatérő lovagokat 1211–1225 között rövid ideig a Magyar Királyság területén, Dél-Erdélyben, a Borzaföldön (ma Barcaság) telepítette le II. András magyar király. Miután innen önállósodási kísérletük miatt kiverték őket, Konrád lengyel fejedelemtől kaptak új letelepedési lehetőséget, és a rend ettől kezdve elindult a felemelkedés útján. A balti pogány poroszok területeit fél évszázad alatt meghódítva, Marienburg székhellyel megalakították a Német Lovagrend független országát. A 13. századra már szinte az egész Baltikum a kezükre jutott. A lovagok azonban még több területet akartak, és folyamatosan támadták Lengyelországot és Litvániát. Előbbi esetében a háborút már nem leplezhették a kereszténység terjesztését célzó keresztes hadjárattal, mert a lengyelek katolikus keresztények voltak. A pogány litvánok ellen viszont térítőként léptek fel, az ortodox oroszokat pedig eretnekeknek tekintették, és ezen a címen indítottak ellenük háborút.
Az 1410-es grünwaldi csata során azonban megsemmisítő vereséget szenvedtek, amely végleg eldöntötte a lovagok és a térség sorsát. Hatalmuk a következő időszakban fokozatosan összeomlott és meg kellett hódolniuk a lengyel királynak. A kegyelemdöfést azonban a reformáció jelentette, mivel az evangélikus hitre áttérő egyik nagymesterük kisajátította magának a rend kelet-porosz területeit, a livóniai részeken pedig a környező országok osztoztak.
A rend a következő három évszázadban minden tekintélyét elvesztette, és 1809-ben Napóleon császár feloszlatta a máltai lovagrenddel együtt. Bár 25 év múlva újra létrehozták a német lovagrendet, azóta nem katonai rendként működik, hanem humanitárius tevékenységekre tért át. Ma már egyetlen lovagi tagjuk sincs, székhelyük Bécsben van.
A Német Lovagrend régi elnevezése Mariánus Lovagok volt. A lovagok ugyanis Szűz Máriát tartották védőszentjüknek. III. Honorius pápa az erdélyi püspöknek, Rajnaldnak írt 1224. évi levelében a lovagokat „Szent Mária német ispotályosainak” nevezi. Régebbi történelemkönyvekben „német vitézekként” írják őket.
A lovagrendet az évszázadok során különféleképpen ítélték meg. Különösen a Szovjetunióban, a második világháború alatti németellenes élethalálharc idején könyörtelen és vérszomjas szörnyetegekként festették le a „fasiszta” szellemiségű német lovagokat, akik a porosz és szláv népeket irgalom nélkül, tűzzel-vassal pusztították, és a helyükre németeket költöztettek, valamint rablóháborúkból tartották fenn magukat.
Kétségtelen, hogy a keresztes háborúk sok véráldozattal jártak és erőszakkal keresztelték meg a pogányokat, de a kor legtöbb hasonló konfliktusát máshol is ez jellemezte. Más országok is ugyanúgy folytattak fegyveres expanziókat nagyobb birtokokért. Mégis, a pogány poroszok meghódoltatása egy több mint ötvenéves kiemelkedően véres harc volt, amelynek nyomán a porosz nép eltűnt a történelem porondjáról. Magának a lovagrendnek az évkönyvei számolnak be arról, hogy az élve elfogott pogány harcosokat „saját vértezetükben, mint a gesztenyét sütötték meg helyi isteneik oltára előtt”.

## Központok

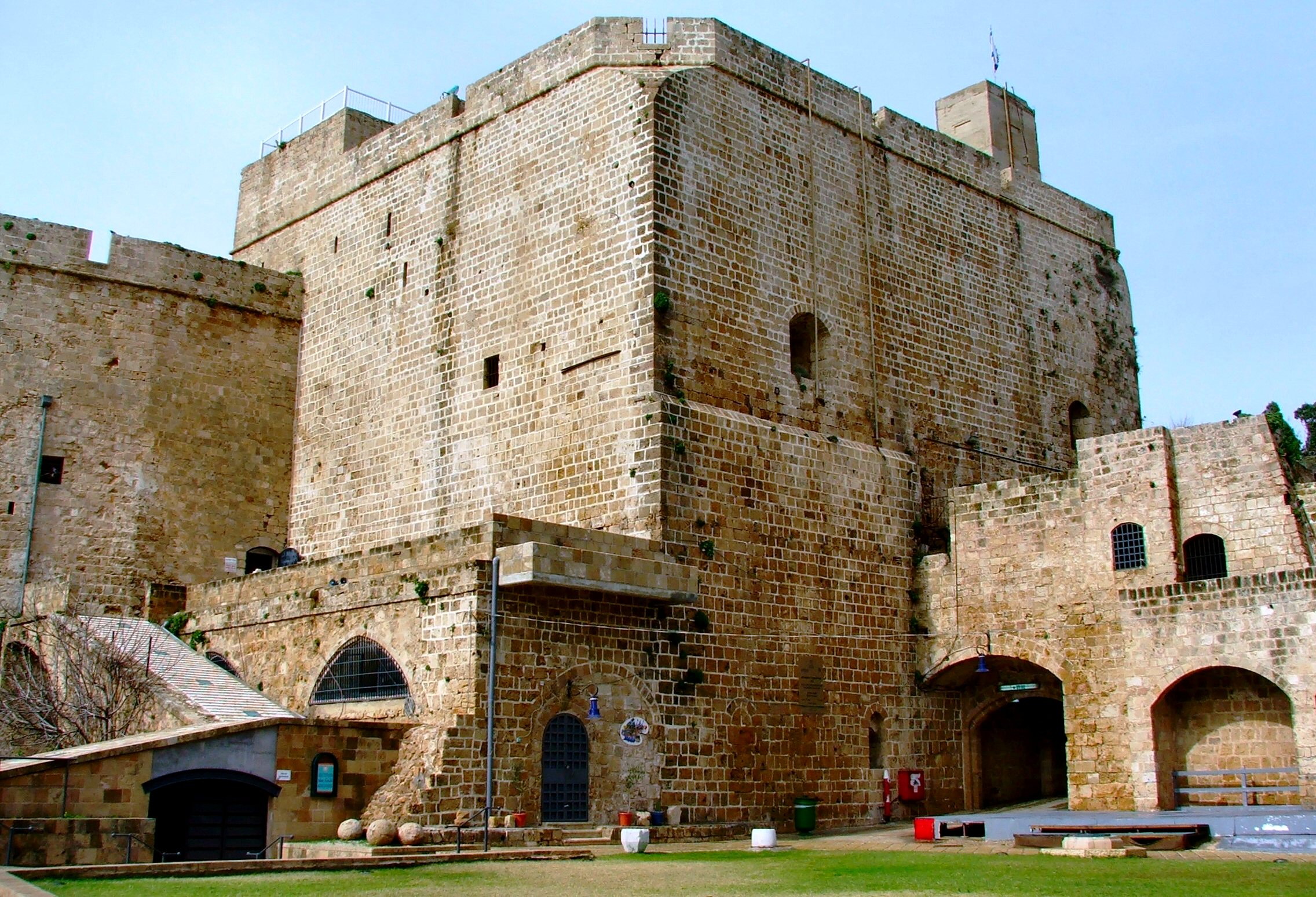
A teuton lovagrend vára Akkóban, Észak-Izraelben. 1196-tól 1291-ig volt a lovagrend székhelye

A Német Lovagrend a mai Izrael területén jött létre, Akkóban, akkori nevén Acre-ben. Itt nőtte ki magát a kis betegápoló rendből katonai szervezetté. Székei állandóan változtak az évszázadok során, ezek egyben jelzik fejlődésének fő állomásait is.
1. Akkó (franciául: Acre) – 1089-ben itt jött létre a német lovagok ispotálya, amelyet 1198-ban átszerveztek lovagrenddé. A 13. század elején a rend fokozottabb érdeklődést tanúsított Kelet-Európa iránt, s ugyan továbbra is Acre maradt a székhelye, de a nagymester inkább Európában tartózkodott, hogy könnyebben irányítsa az ottani ügyeket. Másod központjai voltak Montfort és Kronstadt (Brassó).
2. Velence – 1291-ben Acre a muzulmánok kezére került és a kereszteseket végleg kiszorították a Szentföldről. Ezért a lovagrend Itáliába, Velencébe tette át központját. Ekkor már kialakította a mai Észak-Lengyelországban saját államát, melyet egyelőre tovább erősített.
3. Marburg: Siegfried von Feuchtwangen ideiglenesen a német-római birodalombeli Hessen tartományban levő Marburgot jelölte ki a lovagrend új központjának. A porosz területeken lassacskán kiépült egy rendkívül erős vár, mely a középkori Európa egyik legerősebb erődítményének számított.
4. Marienburg: A kiépült Máriavárat von Feuchtwangen immáron végleges székhelynek tette meg. A város ma a Malbork nevet viseli, remek terepen fekszik, melyen könnyen védelmezhető. Ez a város volt egyben Poroszország fővárosa is, mely ország magába foglalta már Kelet-Pomerániát. Az állam nagyon erős és gazdag volt, de belső rendszere meglehetősen ingatag.
5. Königsberg: A német lovagok a Lengyelország ellen folytatott hosszú és kemény háborúban (1454–66) szinte teljesen kimerültek. A nagymester már annyira pénz szűkében volt, hogy a Máriavárat is átadta a zsoldosoknak, a knechteknek 1457-ben. Nem sokkal később IV. Kázmér bevette a várat és ekkor a lovagrend a Litvániához közeli Königsbergbe menekült el. A város és vidéke ma Oroszország legnyugatibb régiója.
6. Mergentheim: A német lovagok akik függetlenségük nagyobb részét elvesztették, a 16. században rendkívül veszedelmes ellenséggel találták szembe magukat, a reformációval. Luther Márton elképzelései szerint nincs szükség az egyházi lovagrendekre, melyek amúgy is elvilágiasodtak. A lovagrend nagymestere Albert, egyik testvére hatására felvette az új vallást, megszüntette a lovagrendi kormányzatot Kelet-Poroszországban és létrehozott egy független, de továbbra is lengyel hűbéres hercegséget, mely 1657-ben egyesült Brandenburggal és ebből alakult ki a Porosz Királyság a 18. században. A lovagi rend feloszlatását bár elrendelte, de a német császár és a pápa pártfogásába vette a lovagokat, akik Németországba menekültek és Frankóniában telepedtek le, egyik ottani birtokukon.
7. Bécs: A 16–18. század során a lovagrend szinte minden birtokát elvesztette Európában. Sikertelenül tett kísérleteket az újbóli felemelkedésre, mint azzal, hogy részt vett a törökök ellen vívott háborúkban. Összes tekintélyét elvesztette és az osztrákokkal hadakozó Napóleon kimondta a lovagrend végleges feloszlását, amely ellen a tagok már nem tudtak semmit se tenni. 1834-ben a mélyen vallásos I. Ferenc osztrák császár újra megalapította a lovagrendet, amelynek nagymestere ezentúl egy Habsburg-házból való herceg lett. De a lovagok már csak betegápolással, alamizsnaosztással és más jótékonysági tevékenységekkel foglalkoztak. Székhelyük Bécsben volt, ahol pillanatnyilag is élnek, de keveset hallatnak magukról, s csak néhány országban vannak birtokai.

## A korai szervezet

A nagymesteri rendkereszt

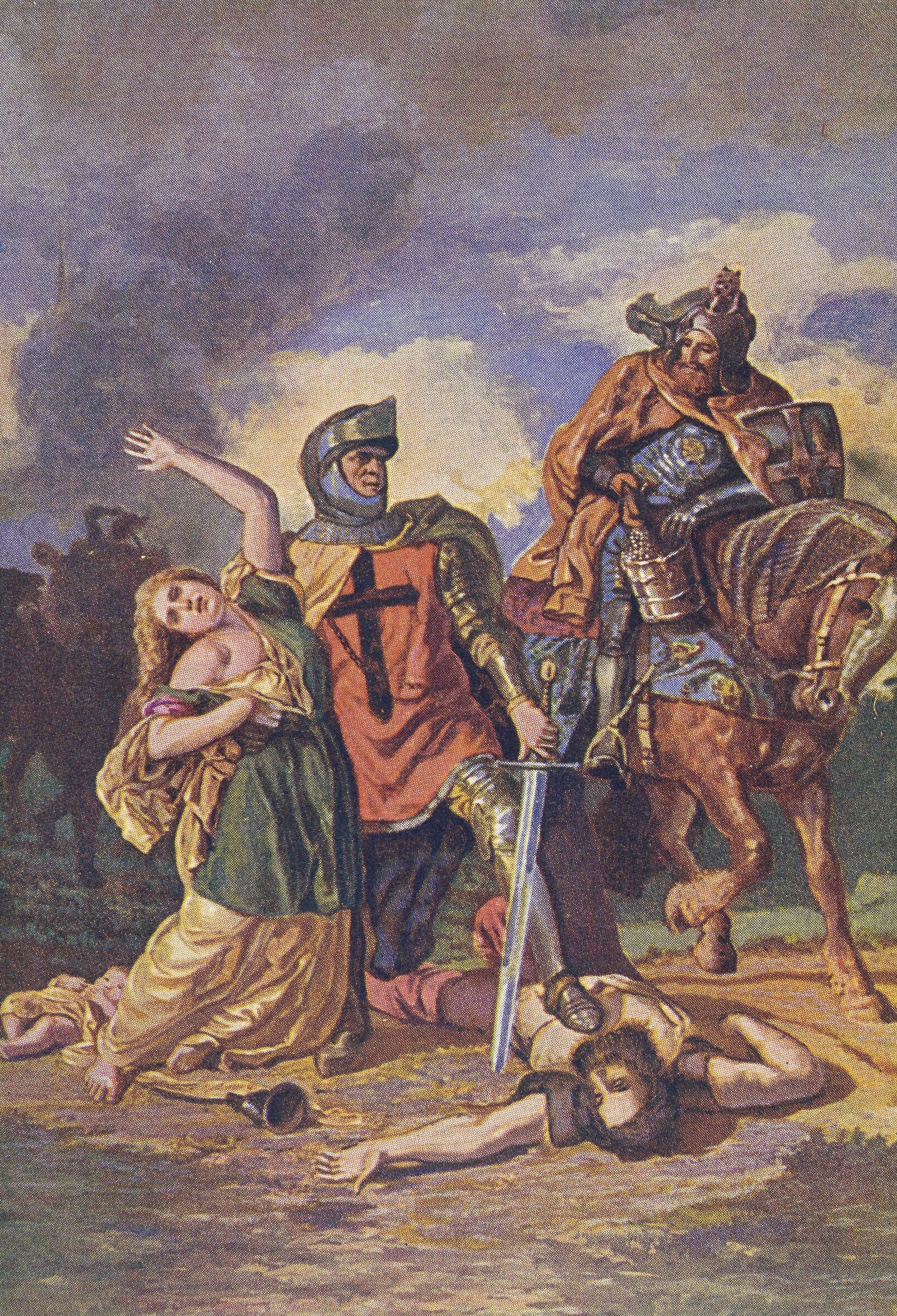
Wojciech Gerson: A német lovagok Lengyelországban

A Német Lovagi Rend a többi lovagtól eltérően más életformát alakított, ami leginkább a szerzetesi kolostorokban uralkodó szigorú fegyelemhez volt hasonlítható. Ugyanezt tették a johanniták és a templomosok is. A tagok szegénységi fogadalmat tettek, de ez nem jelentette azt, hogy teljes szegénységben kell élniük. Annyi vagyont szerezhettek mindössze, mely általános szükségleteik kielégítésére volt elég. Mivel váraik is voltak, ezért az uralkodóktól és a pápától kaptak latifundiumokat, hogy azok ellássák és karbantartsák az erősségeket.

Akárcsak minden szerzetesi rend, a lovagokra is érvényes volt a cölibátus, azaz a nőtlenség.
A lovagrend három fő osztályra tagolódott:
1. egyházi tagok osztálya: ebben szerzetesek, papok, püspökök voltak, akik nem viselték a „lovag” címet.[8]
2. világi lovagok osztálya: ebbe nem pusztán csak lovagok tartoztak, hanem nemesek, vagy olykor uralkodók is.[9] A rendi tagsággal együtt lovagi címet is kaptak.[10]
3. szolgáló testvérek osztálya: középosztálybeli lovagok.[11] Az alsóbb osztály tagjai gyakran felemelkedtek a felsőbb körökbe, de sokan életük végéig szolgáló testvérek voltak. Döntő többségében ez is világi tagokból tevődött össze.

Mint minden lovagrend élen itt is a rendfő a nagymester (németül: hochmeister), aki a kor legnagyobb tekintélyű főemberének számított. A rendi tanács választotta a két legmagasabb osztály közül. A lovagrend nagymestereinek többsége egész életében elláthatta a nagymesteri hivatalt. Persze nem rendelkezett korlátlan hatalommal, az ellensúlyozásra a nagykáptalan (spittlerek, trappierok, tresslerek többségéből állt) jött létre, mely szükség esetén le is tehette a rendi főt a székből, s tanácsadó testületként is szolgált. A nagykáptalan különféle ügyekben (például regula-módosítás, birtokkezelés stb.) volt kompetens, s egy évben általában egyszer ült össze.

A káptalant a többi rendi tag képezte, akik a büntetőügyekben kaptak szerepet. Bár tagjai voltak a szolgálótestvérek és a csatlósok is, de nekik különösebb beleszólásuk nem volt az ügyekbe.

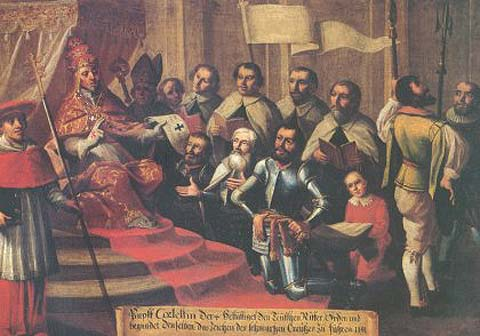
III. Celesztin pápa kiváltságokat és földbirtokokat adományoz a német lovagoknak (1199)

A nagymester utáni öt leghatalmasabb főméltóság:
- Spittler: Más néven ispotálymester. Nevében benne van az ispotály német megfelelője a Spital. A lovagok ispotályainak (kórházainak) vezetője és az alamizsnaosztás intézője volt.
- Tressler: A lovagrend pénzügyi mestere, s a gazdasági ügyek felelőse. A tisztsége a királyi udvaroknál betöltött kincstárnoknak felel meg.
- Trappier: A ruházkodás ügyében intézkedett.
- Landmeister: magyarul a tartományi mester. A külhonban levő lovagrendi birtokok igazgatója, amelyeket rendi tartományokként tartottak számon a lovagrendben, s melyeket néha az adott országról neveztek el.
- Komtur: és főnöke, a nagykomtur: Rendházi főnökök. Tisztségük egyben egy különleges kiváltsági helyzet, amelyet szolgálataikért, vagy érdemeikért kapnak cserébe egyes tagok. Ez azzal jár együtt, hogy az éves jövedelemből kommendát (tiszteletdíjat) kapnak.[12] Alárendeltjeik az ispotálymesterek, felettük pedig a tartományi mester áll.

A nagykomtur volt a nagymester helyettese, jó pár esetben az utóda is.
A tisztségviselők megbízatása addig szólt, amíg a nagymester át nem helyezte őket valamelyik másik részlegbe. Minden ügyről kötelesek voltak beszámolni a legfelsőbb tanácsnak. Az ellenőrzésekre kirendelt, megbízólevéllel ellátott illetékes megérkezésekor külön összehívtak egy területi káptalant. A vizsgálatok alaposságát mutatja, hogy ezek az ügyintézések sokszor hetekig folytak.

Minden egyes rendtartományban működtek rendházai a lovagrendnek. A rendházak voltak ezen területek központjai, innen igazgatták a birtokokat, várakat és ispotályokat. A lovagrend rendszeresen ellenőriztette rendházak és a várak, valamint földek állapotát. Ezen vizsgálatok anyagi, erkölcsi, katonai és vallási helyzetekre terjedtek ki, és rendkívül alaposak és szigorúak voltak, gyakran napokig tartottak. Mindez példázza, hogy mekkora rend és fegyelem uralkodott a lovagrendben.

### A lovagrend rendtartományai
Ahol a rend földbirtokokkal bírt, ott saját rendtartományt szerveztek, ami bizonyos fokú különállást élvezett a területen elhelyezkedő országtól, mindez gyakorta függött az uralkodó jótállásától is. A 13–14. században összesen kilenc ilyen tartománya volt a rendnek Európában és a Közel-Keleten, melyek arról az államról kapták a nevüket, ahol éppen voltak.
Arménia: A mai Délkelet-Törökország területén volt, amit akkoriban Kis-Örményországnak hívtak. A keresztes hadjáratok után értelemszerűen ezt a rend elvesztette.

Görögország: A görög területeken szerzett birtokok után.

Szicília: Palermo környékén.

Apuleia: A Nápolyi Királyságban.

Németország: A német területeken rengeteg helyen voltak birtokaik.

Ausztria

Spanyolország

Livónia: 1237-ben a Kardtestvérekkel való egyesülést követően, ami autonóm területnek számított a rendi államon belül.
Poroszország is eredetileg rendtartományként funkcionált, egész addig amíg a rend központja oda nem került.

Más európai területeken szerzett birtokaikon a lovagrend nem alakított ki külön tartományokat, mint például Németalföldön vagy Csehországban.

## Története

### Rövid összefoglaló
A Német Lovagrend hosszú évszázadokon át kemény harcokat folytatott fennmaradásáért. Ezekben a harcokban ellenségeivel szemben olykor-olykor alulmaradt.
1198-ban Imre jeruzsálemi király létrehozta a német lovagrendet Akkóban. A következő év február 19-én III. Celesztin pápa felszentelte az új lovagrendet.
1210-ben a német lovagok egy része kivonult a Szentföldről. 1211. május 7-én II. András adománylevelében jogot adott a német lovagrendnek a dél-erdélyi letelepedésre. A következő tizennégy évben rengeteg kiváltságot nyert a rend és újabb területeket is szerzett, főleg hódítás útján a Kárpátokon inneni kunok rovására. 1224-ben a német lovagok önálló államként III. Honorius pápa hűbérébe ajánlották a borzasági és havaselvei szerzeményeiket, de ennek megalapítására nem kerülhetett sor, mert a következő évben, a rendet II. András elűzte hűtlenségéért. A lovagok az év végén Lengyelországban, Kulmban, Mazóviai Konrád jóvoltából letelepedhettek. 1226. március 26-án a rimini aranybullát átadták a német lovagrendnek, ami országuk első alapítólevele lett, s teljes önállóságot nyert.
1233-ban elkezdődtek a történeti Poroszország meghódítására törekvő keresztes hadjáratok. IX. Gergely pápa 1234-ben kiadta római privilégiumait, ami a lovagrendi állam második alapítólevelének számít. Három év múlva a Livóniai Kardtestvéreket beolvasztották a teuton lovagrendbe. 1239. március 20-án meghalt Salzai Hermann, s a lovagrendben több mint tíz évig tartó válság állt be. A rá következő évben a lovagrend háborút indított Novgorod ellen, de közben 1241. április 9-én a teuton-cseh-szilézia-lengyel sereg vereséget szenvedett a mongoloktól Legnicánál. Közel egy évvel később, 1242. április 5-én Csúd-tavi csatában nagyobb vereséget szenvedtek a német lovagok az oroszoktól, és a balti poroszok felkeltek ellenük. 1260. július 13-án a durbeni csatában is nagy vereséget mértek rájuk, mire a livóniai népek és a poroszok újabb felkelést szerveztek.
1262-ben a lovagrend birtokot kapott Skandináviában, Södermanland tartományban. A következő évben IV. Orbán pápa feloldozta a lovagokat a szegénységi fogadalom alól, ezentúl már közvetlenül is szerezhetnek hasznot, majd leverték a lázadó poroszokat, 1283-ra pedig minden területüket meghódították. 1290-től Livónia is teljesen a lovagrend területéhez tartozott. 1291-ben Acre elesett, a német lovagok így áttették központjukat Európába. 1295 a harmadik porosz felkelés időpontja, melyet úgyszintén levertek a teutonok és nagyobb ellenállással már nem találkoztak az őslakosok részéről.
1309-ben a német lovagok elfoglalták Danzig városát. Szeptember 14-étől új központjuk Marienburg (Máriavár) lett. Ettől kezdve több háborút vívtak Lengyelország ellen. 1310 és 1325 között a lengyelek mellett a litvánok ellen is harcoltak. 1326 és 1330 között a német és a cseh seregek többször betörtek lengyel területre, majd 2 évig ismét Lengyelországgal háborúztak a lovagok. 1331. június 27-én I. Ulászló lengyel király megállította a teuton lovagokat Płowcénél. 1335. november 1-jén aláírták a visegrádi békét, amelyben Lengyelországgal és Litvániával próbálták a háborút lezárni.
A további eredménytelen tárgyalások miatt 1343. július 8-án megkötötték a kaliszi békét Lengyelországgal, de ez sem vetett véget a viszálynak. Két évvel később a teuton-dán sereg leverte az észtek felkelését, s 1346-ban Észak-Észtországot megszerezték a dánoktól. 1370. február 17-én a rudaui ütközetben a lovagok szétverték a keletről benyomult litván-orosz-tatár seregeket, ezzel eddigi legnagyobb diadalukat aratták.
Egyrészt a rend terjeszkedése miatt kötötték 1385. augusztus 14-én a krevai (krewói) lengyel–litván uniót, de a két ország még nem volt egységes. 1398-ban a Hanza-teuton flotta leverte a skandináv eredetű Vitális Testvérek kalózszövetségét és Frízföldre szorították őket, ezzel a lovagrend megszerezte Gotlandot, s a teljes hegemóniát a tengeren. A következő év augusztus 12-én a litván-teuton sereget, valamint román, lengyel és orosz szövetségeseiket a tatárok legyőzték a Vorszkla mellett.
1401-ben a lovagrend szembefordult korábbi pártfogoltjával, Vitold litván nagyfejedelemmel, akit sokat segített a lengyelek ellen. Három évvel később a lovagok lerohanták és birodalmukhoz csatolták Szamogitiát (Žemaitia). 1409. augusztus 1-jén a Teuton Lovagrend hadat üzent a lengyel–litván államnak (Nagy háború). A következő év július 15-én a Lengyelország-Litvánia döntő győzelmet arat az országukat fenyegető német lovagrend felett (Grünwaldi csata). 1411. február 1-jén megkötötték az első thorni békét, mely látszólag nem volt olyan előnytelen a lovagokra nézve, de a súlyos 1410. évi vereség már a vég kezdetét jelentette. 1414-ben kudarcba fulladt a fegyveres reváns a lengyelekkel szemben, s 1422-ben újabb vereséggel végződött az ún. golubi háború is. Szeptember 17-én a melnoi (melmasi) békében megerősítették az első thorni békét. 1431 és 1432 között a Német Lovagrend és a Litván Nagyfejedelemség még egy háborút indított a lengyel király ellen, de 1433-ban a husziták a lengyel király biztatására betörtek a lovagrend területeire, ami tovább csökkentette a rend erejét. Két évvel később a német lovagok felújították a háborút Lengyelország ellen. Az év utolsó napján a brześći békével lezárult az 1435-ös háború is, amiben a lovagoknak szintén nem sikerült hatalmukat visszaállítani.
1440-ben a lovagok tehetetlensége és fokozódó adóztatása miatt a poroszországi városok és nemesség megkötötték a Porosz Szövetséget. 1453-ban a poroszok fellázadtak a lovagok ellen és segítségül hívták IV. Kázmér lengyel királyt. 1454 és 1466 között zajlott a tizenhárom éves háború alatt a rend megmaradt hatalma és ereje is szertefoszlott. 1466. október 19-én a második thorni békében a német lovagok elvesztették porosz és pomerán területeik együttesének csaknem kétharmadát, és a maradékot is mint csak lengyel hűbért tarthatták meg.
1510-ben a pápa és a császár döntést hozott a lovagrend ügyének kivizsgálására és a lovagok megsegítésére, de Szász Frigyes halála leállította ezt a folyamatot. 1525. április 10-én a protestánssá váló rendi mester Brandenburgi Albert hűséget tett a lengyel királynak és létrehozta a Porosz Hercegséget. A lovagok áttelepülnek Németországba, mert nem ismerték el Albert azon rendelkezését, hogy a lovagrendet feloszlatta. 1580-ban az Utrechti unió megfosztja a német lovagrendet holland birtokaitól.
1702-ben a lovagrend félmillió forintért megkapta a Jászkun kerületet Magyarországon, de 1715-ben a tizenhárom évvel korábbi vételt érvénytelenítették a Német Lovagrenddel, ám csak 1731-ben a adta vissza a kerületet a lovagrend.

1797-ben felszámolták a rajnai és belga teuton rendházakat. 1801. február 9-én a lunéville-i béke értelmében a Rajna bal oldalán elterülő teuton birtokokat is elvesztik és Franciaországnak adják. Nyolc évvel később Bonaparte Napóleon kimondja mind a johanniták, mind a teutonok rendjének feloszlatását.
1834-ben I. Ferenc osztrák császár újra megalapította Bécsben a német lovagrendet, amely ma is ott él, de már közösségi munkákat lát el, lovagi címet viselő tagja nincsen. 1923-ban Jenő főherceg, a lovagrend utolsó világi nagymestere átadta Norbert Kleinnak a vezetői posztot, így ő az első pap a lovagrend nagymesterei között.

### Német lovagok a Szentföldön

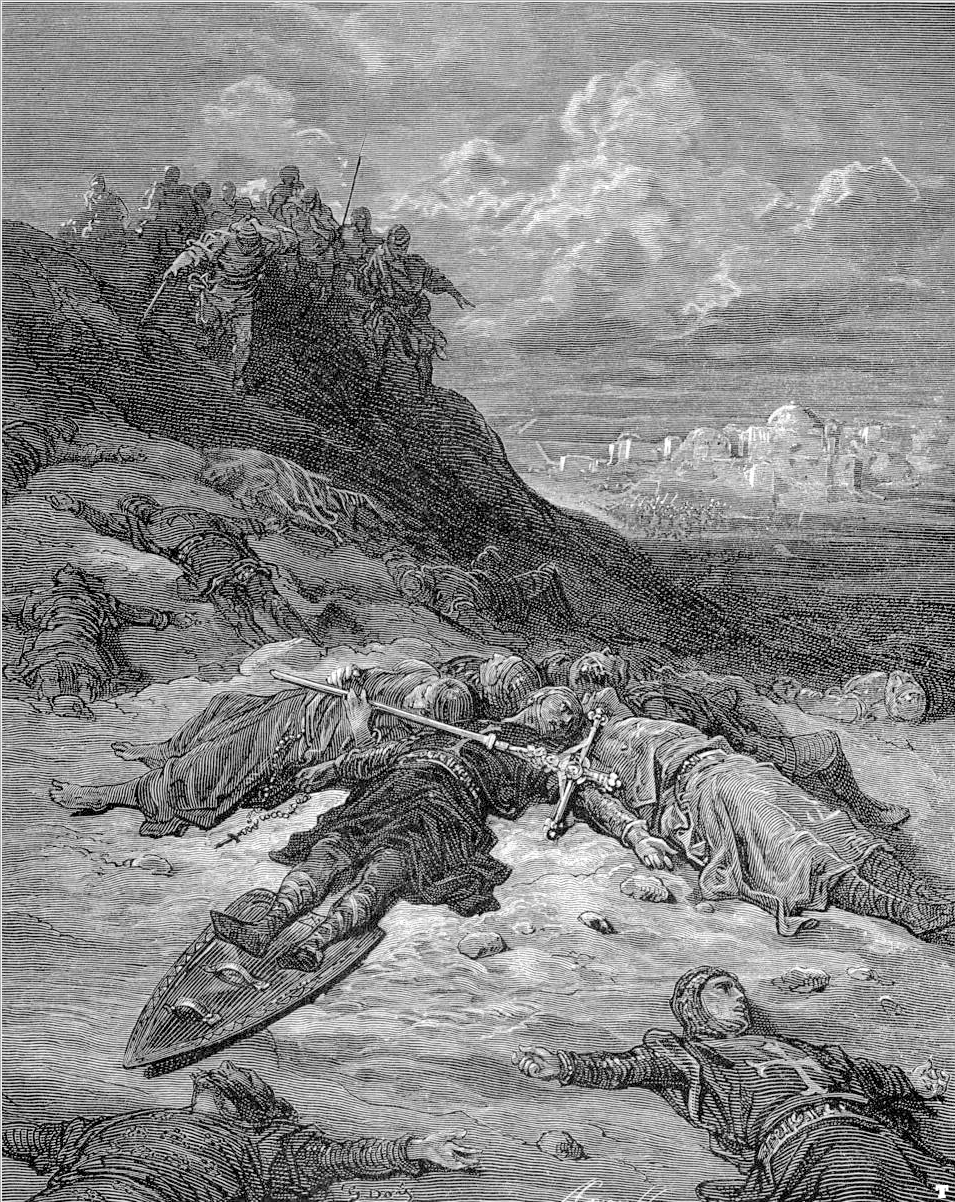
Rőtszakállú Frigyes halála

A Teuton Lovagrend a keresztény lovagi eszmény jegyében született meg, aminek eredete Hippói Szent Ágostonig nyúlik vissza. Mint ismeretes Jézus Krisztus tanításaiban elítéli a háborút, de Ágoston filozófiájában a teljes béke elérhetetlen és bevezeti az „igazságos háború” fogalmát, mely latinul annyit tesz „bellum Deo auctore.”
Hogy a középkori kereszténységben továbbra is fennmaradt a háború léte, a mindig harcias germán törzsek kereszténnyé válásával történt meg. A másik dolog, pedig a külső pogány népek támadásai, de legfőképp az iszlám terjedése miatt történt. A keresztényeknek harcolniuk kellett ha meg akarták magukat és vallásukat védeni. Az arab terjeszkedés során veszett oda a keresztények számára a világ legszentebb helye, Palesztina, a Megváltó szülőhelye, s évszázadokig elkeseredettséggel kellett tudomásul venniük ezt a tényt. Közben számos ereklye került elő a Közel-Keletről (ilyen a híres torinói lepel), melyek mint a kereszténység igazát látszottak alátámasztani, ezért mindenáron vissza kellett szerezni a Szentföldet a mohamedánoktól.
Az ún. keresztes háború megindításával már VII. Gergely pápa foglalkozott. Ennek azonban nemcsak ideológiai, hanem gyakorlati célja is volt. Nyugat-Európában ahol a királyi hatalom csak jelképesen érvényesült és az országok igazi urai az oligarchák voltak, akik ádáz küzdelmet folytattak egymással. Azonkívül az akkori megszokott öröklési jog szerint az elsőszülött fiuk kapták apjuk vagyonát, míg a többi testvért kizárták az örökségből. Ezek java része rabló lovagoknak állt és a törvénnyel szembeszegülve csatangoltak Nyugat-Európa útjain. Valamiképp meg kellett tehát szabadulni a „bajkeverők”-től.
Mivel Gergely pápa halála miatt még nem valósulhatott meg a keresztes háború elindítása, tervét utóda II. Orbán vitte tovább. 1095-ben a clermont-i zsinaton felszólította Európa valamennyi keresztény urát, hogy hódítsák vissza a pogányoktól a Szentföldet. Bűnbocsánatot ígértek valamennyi hadba vonulónak, még azoknak is akik korábban királyaikkal szálltak szembe, vagy rabló lovagok voltak. Sokan indultak a hadjáratra, de az első keresztes hadak általában szedett-vetett paraszti, meg polgári csapatok voltak, akiket részben szerzetesek kísértek, mint Amiens-i Péter remete.
Viszont voltak jól szervezett, fegyelmezett lovagi hadak, akik nem aljasodtak „féktelen csürhévé.” Ilyen volt Bouillon Gottfried serege, mely 1099-ben el is foglalta Jeruzsálemet.
Mivel a harcok csak váltakozó eredménnyel folytak a szeldzsuk törökökkel (akik ez időben birtokolták Palesztinát), ezért a keresztesek stratégiát váltottak és fontos pontokat, mint tengerparti városokat vettek ostrom alá, hogy azok helyén támaszpontokat létesítve eredményesebben vehessék fel a harcot a muszlim törökökkel. Ahhoz, hogy megfelelő katonai erejük legyen, valamilyen állandó, mozgatható katonaságot kellett létrehozni. E célra születtek a lovagrendek, amelyek megvédték a szentföldi zarándokokat is útközben a támadásoktól.
Az első lovagrendek is betegápoló ispotályokból szerveződtek meg. Ezen intézmények nagy számmal szerveződtek szintén zarándokok által, hogy a harcban sebesülteket, vagy az útközben megbetegedetteket elláthassák. Mivel a királyok is támogatták az ilyen szerveződéseket, az anyagi fellendülés lehetővé tette, hogy a saját biztonságukról is gondoskodjanak, vagyis felfegyverezték magukat, esetleg harcban képzett lovagokat vegyenek maguk mellé. Így jönnek létre a Johanniták (1113), majd a Templomosok (1128). Ezek a lovagok szerzetesi fegyelemben éltek és több világi dolgot (mint a haszonszerzés) eltiltottak maguktól.
A kereszteseket megelőzően viszont már nagyszámú zarándok érkezett Palesztinába. Velük és az hadjáratokban résztvevőkkel együtt körülbelül már félmillió német lehetett itt. Emiatt szerveződtek német ispotályok és más betegápoló közösségek, az első úgy 1099-ben. Ezek felügyelete a johanniták hatáskörébe tartozott.
A szervezett 1187-ben önállósodott és Akkóba települt, melyet 1189-ben vettek ostrom alá a keresztesek. Itt aztán néhány brémai és lübecki kereskedő testvériséget alapított a betegek és a sérültek ápolására. Ispotálya a várossal szembeni Toron-dombon állt és I. (Barbarossa) Frigyes császár anyagilag támogatta. A szervezet reguláját III. Kelemen pápa elismerte valamikor 1191-ben, mely Szent Ágoston elvein nyugodott. Az ekkor keletkezett iratban betegápoló lovagrendként nevezi őket.

Acre 1190-ben történt bevétele után övék lett a város ispotálya is, s ettől kezdve a szervezetet Jeruzsálemi Német Szűz Mária Ispotály Lovagjai házá-nak kezdtek nevezni (Haus der Ritter des Hospitals Sankt Marien der Deutschen zu Jerusalem), s a német keresztes lovagok betegápoló rendje lett. Hasonló kórházi közösségek alakultak a Szentföld több helyén, mint Gázában, ahol főleg a keresztes hadak felvonulási területe volt. De nemcsak ispotályokat, hanem vendégfogadókat is fenntartottak a megfáradt zarándokok számára.

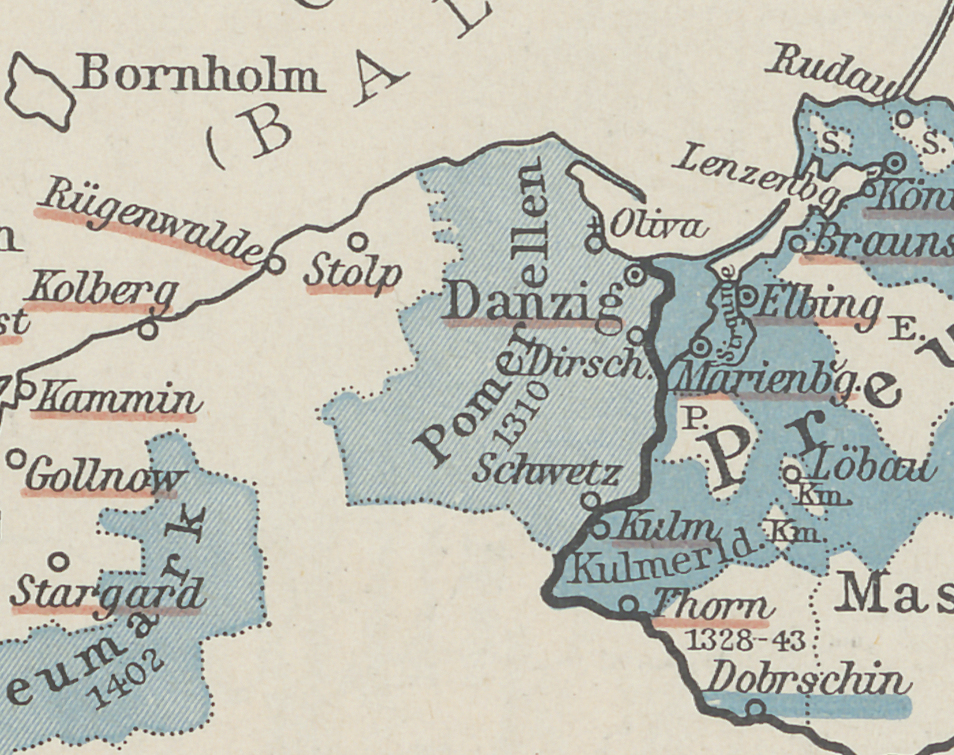
Neumark, Pomeránia szomszédságában. A területet Zsigmond magyar-német uralkodó Ulászló lengyel királynak adta zálogba, akinek szintén pénzre volt szüksége, ezért az a teuton lovagoknak adta zálogul

#### Az akkói betegápoló rend főnökei (1190–98)
- 1190–1192 Sibrand mester
- 1192–1193/94 Gerhard
- 1193/94–1195 Heinrich házfőnök
- 1195–1196 Ulrich mester
- 1196–1198 Bassenheimi Walpot Henrik

#### Betegápolókból lovagrend
VI. (Hohenstauf) Henrik, Barbarossa Frigyes fia szintén nagyvonalúan támogatta a szentföldi német lovagokat és a Szűz Mária ispotályt. Apjához hasonlóan mindezt tekintélye és befolyása növelésének érdekében tette. Henrik révén kapott birtokot a rend, a szicíliai Palermoban és Barlettában, mikor 1197-ben hadjáratra indult, de hamarosan meghalt és tervei füstbe mentek. Ekkor számos odaérkezett lovag a hazatérés mellett döntött. A katonai létszámhiányt a püspökök, a német fejedelmek és Imre jeruzsálemi király úgy próbálták pótolni, hogy a betegápolókat is lovagrenddé szervezték 1198-ban. Mintegy húsz szentföldi keresztes fejedelem is szorgalmazta egy új lovagi rend létrehozását. Az új rendet Teuton lovagrendnek is hívták, latinul Ordo Teutonicus Sanctae Marie in Jerusalem, németül Deutsche Ritter-orden. 1199. február 19-én szentelték fel. A rend a templomosokhoz hasonló katonai és szerzetesi szabályzatot kapott. Főképp németek lehettek a tagjai, előírásaik közt volt többek közt a szegénység, az engedelmesség, a cölibátus, a keresztény hit védelme és fegyveres terjesztése a pogányok közt, valamint a pogányság elleni harcra is fölesküdtek. Székhelyük Acre maradt. III. Celesztin és III. Ince pápa nagy földeket adományozott nekik nemcsak Palesztinában, hanem Németországban is. Ince engedélyezte a lovagoknak a fekete kereszttel díszített fehér köntös használatát. 1250-ben IX. (Szent) Lajos francia királynak tett szolgálataik elismeréseképpen a nagymester címerében, a nagymesteri rendkereszt feletti sast francia arany liliomokkal díszítették.
Az itáliai rendházak révén néhány olasz is csatlakozott a lovagrendhez, de utána már nem nagyon vettek fel németeken kívül más nemzetiségűeket. Első nagymesterük Bassenheimi Walpot Henrik (1198–1200) volt, aki a betegápolókat ezelőtt vezette.
A teuton nevet egy igen harcias ókori germán törzs után kapta, melyre az idő múlásával méltó is lett a lovagrend. Egyébként a porosz néven ismert katonai mentalitás is a német lovagrend kemény katonaszelleméből került át a később Poroszországgá váló Brandenburgra.
A német lovagrend megalakítása nem csak a keresztes háborúk minél nagyobb katonai erejének biztosítása érdekében történt meg. A császár a pápai hatalommal szemben is fel akarta használni a német dominanciájú lovagrendet, ekképpen maradéktalanul érvényesíthette a császári hatalmat.

### A Német Lovagok Kelet-Európában
A német lovagrend Európa keleti felén folytatott tevékenységei szorosan kapcsolódnak a 12. században keleti irányba induló német expanzióhoz. Németül ennek elnevezése Drang nach Osten, melynek jelentése Előretörés Keletnek.

### A német expanzió a 12. században
A 12. században jelentősen megnőtt a Német-római Birodalom népessége, a becslések szerint úgy 7-8 millió lakossal számolhatunk. Ennek a népességnek már nem adott elegendő megélhetést saját hazája, de a németekkel szomszédos keleti magyar és szláv régiók, valamint azokon túli részek alacsony népességűek voltak, és több volt a lakatlan, erdős, vizenyős, ámde termékeny terület, mely benépesítésre várt. Telepesek, kereskedők, lovagok, s egyéb társadalmi rétegekből való egyének Németföldről keletnek indultak, ami persze nemcsak fegyveres terjeszkedést jelentett. A külhoni betelepülőket, a hoszpeszeket a lengyel, magyar és cseh uralkodók gyakran tudatosan telepítették be országukba, hisz növelték a népességet, fejlesztették a gazdaságot és ezzel az államot gyarapították. De nem törekedtek a beolvasztásukra, sőt több helyen autonómiát adtak nekik, ahogy Magyarországon kialakultak a szász székek is.

Németországban viszont egészen másképp alakult a nem német népekkel való bánásmód. Az ország keleti, északkeleti felein még sok szláv nép élt törzsi viszonyok közt, pogányságban. A pápa és az egyház szorgalmazta ha kell, erővel való megkeresztelésüket, de sajnos a német hódítók a leigázott szlávokkal meglehetősen kegyetlenül bántak el (kiirtották őket) és így kaparintották meg a területeiket. Mindez megváltozott a 13. századra, mivel az akkori német hódítások már nem jártak a szlávok elpusztításával, hanem egyszerűen beolvadtak a németségbe.

#### A keresztesek bukása a Szentföldön
A 13. században a keresztes hadjáratok rendre kudarcba fulladtak és a Német Lovagrend mozgástere Palesztinában beszűkült. Ugyanakkor csökkent a német zarándoklatok aktivitása is, amivel párhuzamosan itt a lovagok kevesebb támogatásra számíthattak. A rivalizálás sem volt már ritka a lovagrendek között, így már a keresztesek eredményessége a mohamedánok ellen is egyre kisebb lett. 1291-ben, Akkó eleste után végleg elhagyták a Szentföldet, de érdeklődésük már ezt megelőzően Kelet-Európa felé irányult.

A IV. keresztes hadjárat kezdetekor Alexiosz konstantinápolyi herceg az öreg velencei dózséhoz, Enrico Dandolóhoz fordult segítségért a bizánci trón megszerzéséhez. A velenceieknek a bizánci trónkövetelő jelentős segítséget ígért a pogányok elleni háborúhoz: tízezer lovast és a város kincseit. Konstantinápoly azonban nem fogadta kitörő örömmel a velencei flottát, sőt ellenségesen viszonyult hozzá. A dózse ezzel nem sokat törődve, merész akció keretében, megostromolta és bevette a várost. A keresztesek fosztogatni kezdtek, megölték a helyi arisztokrácia legjavát, és számos szent ereklyét magukkal vittek.
Az ostrom után olyan szóbeszédek kaptak lábra, miszerint a velenceiek célja nem a Szentföld, hanem a rivális Konstantinápoly kiiktatása és a zsákmányszerzés volt. Ez óriási felháborodást váltott ki az egész akkori keresztény világban. A teuton lovagrend tagjai is szörnyű dühvel és elkeseredéssel vették tudomásul az eseményeket, s közülük sokan elhagyták Palesztinát, tehették, mert a lovagrendnek ekkora már hatalmas birtokai voltak Németországon kívül Itáliában, Franciaországban, Németalföldön és Spanyolországban.
A türingiai Salzai Hermann nagymester (1209–39) volt az akinek nevéhez kapcsolható a lovagrend kelet-európai működése, és a nagy hírneve, „jóllehet, a nagymester célja továbbra is, sőt most talán még inkább a szentföldi és mediterráneumi pozíciók erősítése” volt még, de a következő években ezek a törekvések már lassultak.
Akkoriban a 12. századi német expanziók után a kontinens keleti felén még számos nem keresztény terület maradt, ahol a békés hittérítés kudarcot vallott. Emellett, rengeteg kiaknázatlan termékeny föld is feküdt arrafelé, közvetlenül a tenger mellett. Ezeket a szomszédos országok is szerették volna megszerezni, de a legfőbb államok, mint a lengyel királyság és az orosz fejedelemségek széttagoltak voltak. Egyéb országok pedig mind sikertelennek bizonyultak a feladat végrehajtásában.

#### A Német Lovagrend Magyarországon

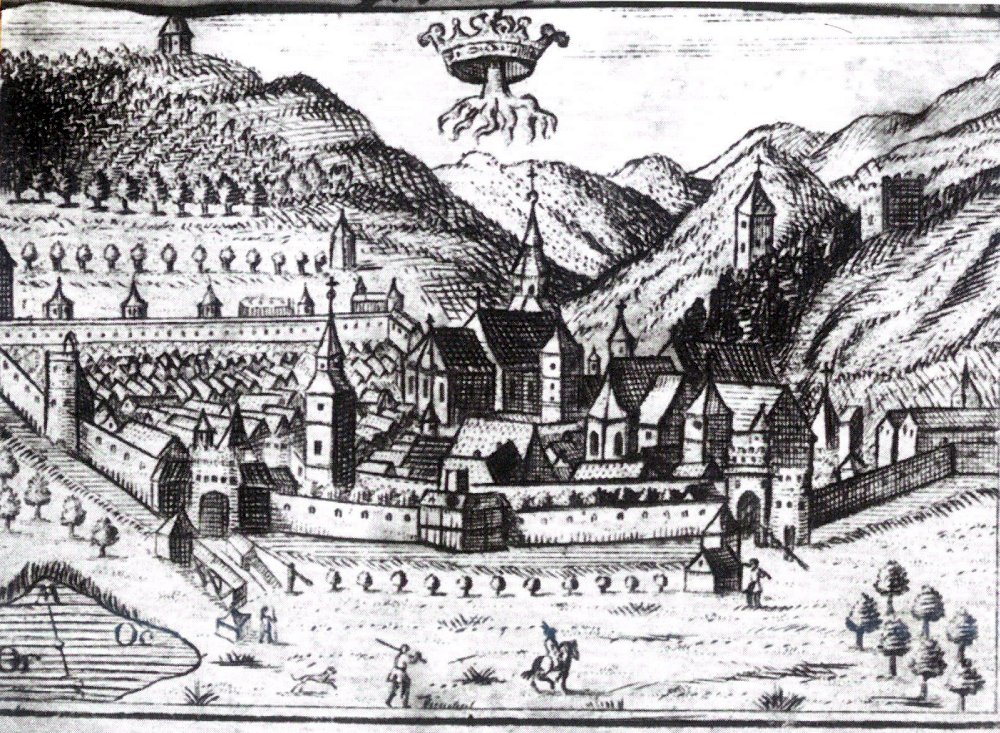
Brassó képe 1750-ből

A Német Lovagrend első európai vállalkozása Magyarországon kezdődött 1211-ben. A Szentföldről éppen kivonulóban levő lovagok egy részét II. András magyar király hívta be, és Erdélybe, a Barcaságba (Borzaság) telepítette le őket.
A május 7-én kelt adománylevél szentesítette a letelepedést. Fő feladatuknak a kunok támadásainak visszaverését adta, mely rendszeresen érte Erdélyt. A lovagrend bejövetele összeegyeztethető azzal a Magyarországon akkor erőteljesen folyó német-barát politikával, mely 1213-ig tartott.
A térségben eddig itt élt bolgár-szláv, magyar és besenyő határőrzőket kitelepítették. Nyomukban a Rajna és a Mosel folyó vidékéről frank (német) és vallon hoszpeszeket telepítettek le (őket kezdték szászok névvel illetni a magyarok). Az új lakók meghonosították a földművelést és a kézműipart, alapítottak új településeket, melyek nagy része még ma is áll. Még letelepedésük évében épült váruk a Bodzai-szorosnál, ami nem más volt mint Keresztvár (Kreuzburg).
Az elvadult, erdős vidéken modern mezőgazdaság és erdőgazdálkodás vette kezdetét, sőt halászat is az Olt folyó mentén, valamint a patakoknál, mint a Tatrangnál és a Vidombáknál. Az elkövetkező két évben még számos kiváltságot kaptak a lovagok, amit többek közt 1213-ban a szászoknak kelt Diploma Andreanum is megemlít. Ugyanekkor területüket már Törcsvári-szorossal és vidékével is kiegészítették, ahol szintén épül egy vár. A német lovagok saját autonóm területként kezelték földjüket, adómentességük volt, kereskedési, bányászati és vásárvám szedésének jogát is elnyerték. Az új egyházközségek papjait maguk választották, melyhez előzetesen kellett az erdélyi püspök jóváhagyása is. Beszedhették a dézsmát, s felruházták őket a szabad pénz-, illetve súlyhasználat jogával. 1218. április 19-én a pápa is megerősítette az eddig kapott kiváltságaikat.
Mindezek mellett a szabad vámmentes sószállítás engedélyét is megkapta a lovagrend mind András királytól, mind a pápától (1222. május 7.). Ennek megfelelően nekik juttattak néhány kárpáti sóbányát, a szállításhoz pedig ellenőrzési jogot nyertek az Olt és a Maros vízi révekre, illetve sajkákra. Jobbágyaik ezentúl vámfizetés nélkül járhattak a székely és a blak (oláh) földeken.
1212 és 1222 között öt kővára épült, mint Törcsvár (Törzburg), Feketehalom (Zeiden), Földvár (Marienburg), Höltövény (Heldsdorf), és Rosznyó (ma Barcarozsnyó, Rosenau). Ahhoz, hogy a lovagok ennyi sikert véghez vihettek már rövid időn belül, hozzájárult ezekhez András német feleségének, a merániai Gertrúdnak a közbenjárása, aki eléggé jó viszonyban állt a lovagokkal. A németeknek országszerte tett engedmények visszatetszést váltottak ki azonban a nemességben. Gertrúd 1213-as meggyilkolásával a lovagrend elvesztette legfőbb magyarországi támogatóját és már ritkábban részesülhettek újabb privilégiumokban. Eleinte minden rendben ment: német lovagrend visszaverte a kunok Erdély ellen intézett támadásait, sőt az Al-Duna mentén a havasalföldi kun szállásterületek tetemes részét is ellenőrzése alá vonta, azok kezelési jogát is ők kapták. A Magyar Boldog Pál (Magyarországi Pál) vezette a domonkos rendi szerzetesek a kunok nagy részét, sőt a még ott élő besenyőket, s brodnikokat is megtérítették. Az uralmuk biztosítására valahol az ország közepén építettek egy várat, melyet Salzai Hermann a lovagrend európai központjának tett meg.
A király nagyon meg volt elégedve a lovagrend eddigi teljesítményeivel, és szép jutalomban részesítette őket. Kötelességtudóan végrehajtott feladatokért a Szentszék is megjutalmazta a lovagokat. 1223-ra nagyon benépesült a Borzaság, számos templom épült. Honorius pápa további szolgálataik elismeréseképp kivonta a lovagokat az erdélyi püspökség fennhatósága alól, s a borzasági papság önálló esperességbe szerveződött.

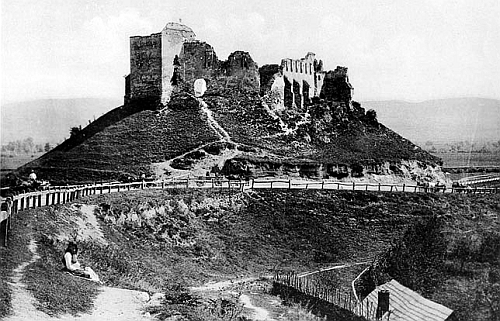
Földvár (Marienburg) egykori várának romjai

A sikerei és kiváltságai teljében a német lovagrend önálló, magyar királytól független állam alapítására törekedett (már évekkel korábban is), ami nemcsak az erdélyi, hanem az elfoglalt kunországi földeket is magába foglalta volna. Ettől kezdve vakmerő és önkényes tettek sorozatát követték el, mint például azt, hogy a királyi szervienseket elfogták, s még önkényes földfoglalásokba is kezdtek a szomszédos régiókban, Székely- és Vlachföldön. A tetteiket a király felpanaszolta a pápánál, aki vizsgáló bizottságot küldött Magyarországra. A király fia, a későbbi IV. Béla azonban határozottan amellett volt, hogy a lovagokat ki kell tiltani az országból.
1224-ben Salzai Hermann nagymester felajánlotta a pápának a rend eddig kapott és a kunoktól megszerzett területét, mint független államot a Szentszék hűbérében, amit Honorius készséggel elfogadott és fejükké közvetlenül egy római esperest tett meg. András érthetően ezt már korábban is megtiltotta, s miután a lovagok minden figyelmeztetését semmibe vették, ezért fegyveres erővel adott nyomatékot követelésének. A lovagrend nem adta fel, s szembeszállt a magyarokkal, főleg azért, mert a pápa segítséget ígért nekik és biztatta őket, hogy folytassák a harcot András ellen. A királyi sereg ellenben napokon belül kiszorította őket Erdélyből és kunországi várukat is elfoglalta. A lovagrend számos emberét elvesztette a küzdelemben, s végül belátták, hogy nem tudják állni a harcot. Segítség nem érkezett, várukat lerombolták és a lovagrend kénytelen volt megfutamodni.
A lovagok Moldva érintésével lengyel földön leltek menedékre. Kiváltságaikat semmissé nyilvánították, váraik közül többet leromboltak. A szász lakosságnak ellenben nem esett bántódása, mivel egyáltalán nem segítették a lovagokat, ezért a korábbi királytól és nagymestertől kapott kiváltságaikat megőrizhették. Az elfoglalt kun szállásterületek azonban idővel kikerültek a magyar közigazgatás alól és a lakosság visszatért régi pogány hitére.
Mivel a rend a pápa pártfogoltjának számított, ezért közte és a Magyar Királyság között egy időre bonyodalmak támadtak. A pápaság másfél évtizeden át hiába próbálta elérni, hogy a német lovagrend visszanyerje erdélyi várait és uradalmait.
A teuton lovagrend tartózkodott hazánkban a legrövidebb ideig, bár Erdélyben itt-ott még sokáig maradtak apróbb birtokai.

#### A Német Lovagrend Lengyelországban
Mikor a lovagok Lengyelországba érkeztek, az ország több kisebb-nagyobb részfejedelemségekre tagolódott, amik egymással is küzdelmet folytattak. A német lovagoknak rövidesen új lehetőségük nyílt, s most okulva az erdélyi tapasztalatokból, körültekintőbben láttak neki érvényesülésük megvalósításához.

##### Lengyelország politikai helyzete a lovagrend megjelenésekor
III. (Ferdeszájú) Boleszláv lengyel uralkodó 1138-ban bekövetkezett halálával kétszáz évig tartó széttagoltság következett a lengyel államra. Boleszláv részfejedelemségekre osztotta országát, amelyeket fiainak adományozott. A későbbiekben az egymást követő fejedelmek birtokainak a nagysága és a részfejedelemségek kormányzásának az elvei állandóan változtak. A fejedelemségek aztán további független területekre bomlottak szét. Ez a szétdaraboltság egyáltalán nem vált Lengyelország javára, így a német lovagoknak több esélyük lett volna, ha a lengyelekkel is fegyveres konfliktus alakulna ki.

Magyarországon hasonló belső válság következett a 13. század második felében, ami már II. András rossz belpolitikájának köszönhetően a század elején megalapozódott.

A széttagolódás a legrosszabbkor következett be. A Német Birodalomban a Hohenstaufok jutottak hatalomra, aminek második uralkodója III. Konrád Lengyelországot, Magyarországot és Csehországot, hasonlóan a dán, francia, spanyol és angol uralkodókat is hatalmi érdekszférája részének tekintette, így elvárta tőlük, hogy engedelmességet fogadjanak neki. De a Hohenstaufokat megelőző Száli-dinasztia is kemény fegyveres expanziót folytatott a keleti szomszédok ellen.

Az egyes lengyel fejedelmek a birodalom részét képező kisebb-nagyobb államokkal, mint Brandenburggal állandó harcokat folytattak. Nyugatról a gyér keleti területekre ezalatt sok német telepes érkezett ide. De a betelepülésnek a csehek és a lengyelek nagy kárát lelték, mert példának okáért a lengyel Szilézia és a szláv Pomeránia elnémetesedtek, akárcsak Csehországban a Szudéták. Magyarországon az Árpád-házi királyaink viszont mértékletesen folytatták a betelepítést és ott az etnikai összetétel nem változott meg olyan drasztikusan.

##### A német lovagok megtelepedése Kulmban

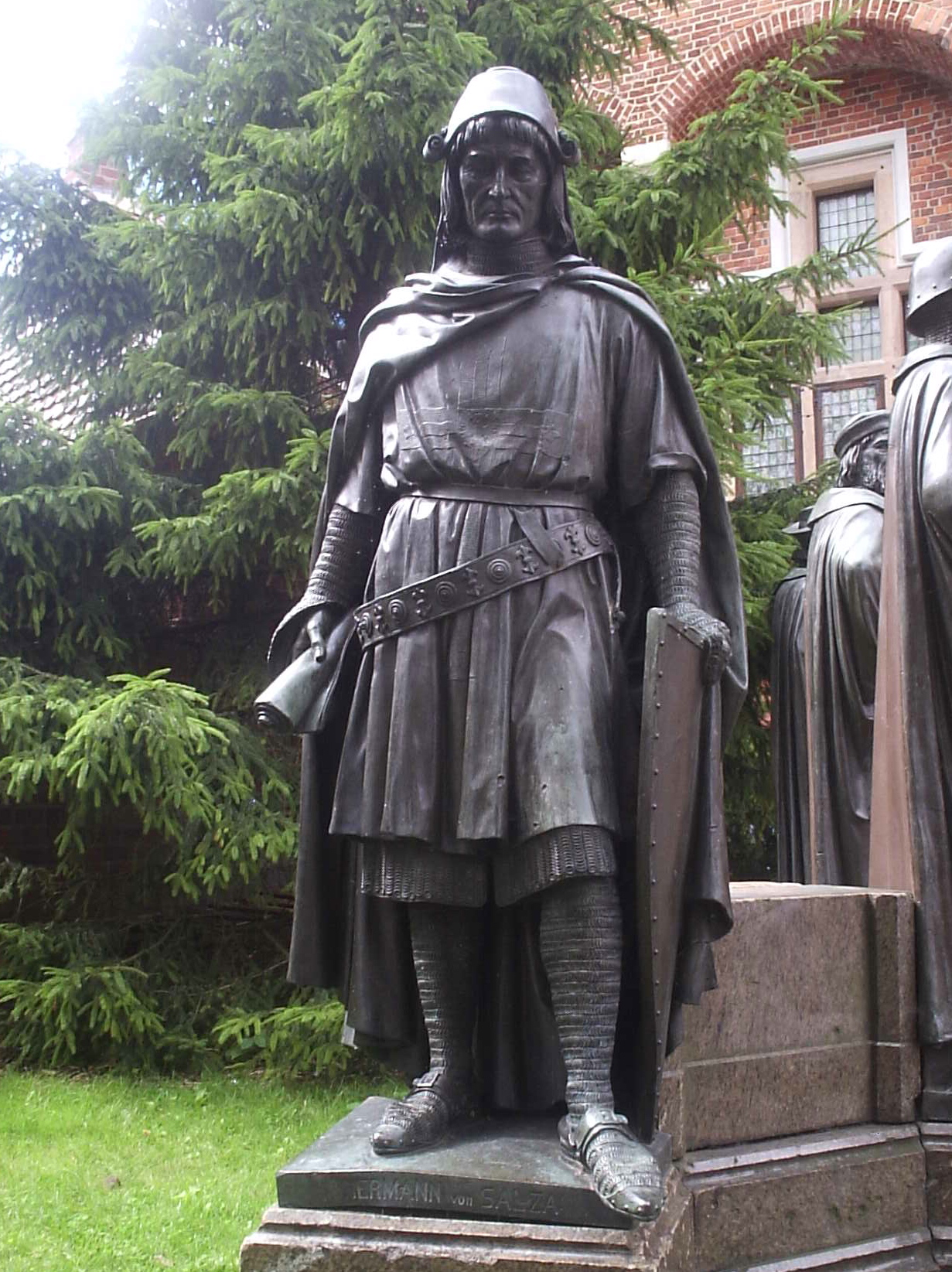
Türingiai Salzai Hermann, a lovagrend államalapító atyja

A Német Lovagrendet Mazóviai Konrád lengyel herceg hívta meg ezt követően, akinek Visztula menti birtokait és a szomszédos régiókat a pogány balti poroszok támadásaikkal folytonosan pusztították. Felkérte így őket, hogy hódítsák meg azok területét számára. A lengyel fejedelem akkor szorult véglegesen a rendre, amikor az 1222 és 1223 között folytatott közös pomerán-lengyel keresztes hadjáratok látványos kudarccal végződtek. Konráddal ténylegesen nem sikerült egyezségre jutni, ezért Salzai Hermann, aki ügyes diplomáciai tevékenységének köszönhetően – amellyel közvetített a császárság és a pápaság közt – elérte, hogy II. Frigyes német-római császár kiadja a rimini aranybullát (1226), ami nekik ítélte a meghódított és a kapott földeket. Később IX. Gergely pápa 1234-es privilégiumaiban biztosította újfent a rend hatalmát a porosz területek felett és e két hatalom így kész volt segíteni a német lovagokat akár Lengyelországgal szemben is.
Ezzel szemben a kruszwicai adománylevél, melyet Konrád készíttetett, egyáltalán nem tartalmazta azt, hogy a megszerzett pogány földeket a német lovagok birtokolhatják. Jerzy Topolski azon a véleményen van, hogy a lovagok meghamisították az adománylevelet méghozzá Itáliában. A szöveget úgy módosították, mintha a fejedelem valamennyi meghódított porosz területet a lovagrend birtokába ajánlaná. Topolski szerint ezt bizonyítja, hogy az adománylevél a litvánokat szaracénoknak (szerecseneknek) nevezi, mely nem vall valami nagy helyismeretre. Egyébként néhány német történész sem veszi komolyan azt a szándékot, hogy ténylegesen a lovagokkal akarta a fejedelem meghódítani a poroszokat, hanem csak „egyszerű ajándékot adott” nekik, s még a meghódított területeken is az ő politikai hatalma alatt kellett volna állniuk a lovagoknak.
A Konrád által adományozott Kulm, a német lovagok dél-erdélyi birtokaiknál majdnem kétszer nagyobb volt, hozzácsatolva pápai hozzájárulás nélkül az 1215-ben alapított kulmi püspökséget, ahol a lovagrend megkezdte Poroszország meghódításának előkészületét. A ius Teutonorum (német jog) értelmében belefogtak német parasztok letelepítésébe és falvak létesítésébe. Ezek a kiváltságok még Lengyelországban is elterjedtek, s nagyon hasznossá váltak az ottani parasztság számára.
A német lovagrend így a kezdeti időkben eléggé pozitív hatással volt Lengyelországra, mindez a század végén azonban gyökeresen megváltozott.

#### A lovagrend küzdelme hatalma megszilárdítására

##### Néhány szó a poroszokról
A poroszok neve először a 9. században tűnt fel és térítésük kezdetén már több forrás szól róluk. Brémai Ádám német hittérítő „emberséges embereknek” írja le őket, azonkívül módfelett szabadságszeretőknek jellemzi.

A poroszok törzsenként éltek, de a 9–12. század között erős törzsszövetséget alkottak. Litvániában is volt hasonló törzsszövetség, ami később katonai monarchiává alakult át, és sikerrel harcolt a terjeszkedő keresztesek ellen.

##### Kísérletek a poroszok megtérítésére a 11–12. században
A poroszok megtérítésére a 10. századtól indultak akciók, de felemás eredménnyel végződtek és nem voltak tartósak. Ezek mögött viszont megbújt az expanziós törekvés, de már volt olyan véres, mint a korábbiak. Számos dán, vagy svéd misszionárius királyaik utasítására indult a pogány baltiak közé.

A poroszok rendre megölték a hittérítőket, így például Szent Adalbertet, aki nálunk is közismert, nagy tiszteletnek örvendő szent a mai napig.

A poroszok körében nagyon erős volt a pogány vallás, mert az eddigi tapasztalatok alapján úgy vélték, hogy a kereszténység felvétele szabadságuk elvesztését jelentené.

A német lovagok bejövetelét megelőzően a pomeránok és a lengyelek megpróbálták közös keresztesháborúkkal megtéríteni a dacos pogányokat
A totális fegyveres harcra, azaz a keresztes háborúra a békés missziók kudarca után került sor. A keleti német kolonizáció és a fegyveres hittérítés fő dotálója a Hanza-szövetség volt, mely kezdetben érdekvédelmi szervezetnek számított és a német kereskedőket képviselte, később annyira megerősödött, hogy önálló politikai tényezőként lépett fel a térségben. Ez viszont nem csupán az őslakosok leigázását célul tűző kereszteseket támogatta, hanem még a helyi lakossággal is kereskedett.

##### Poroszország meghódítása (1233–83)

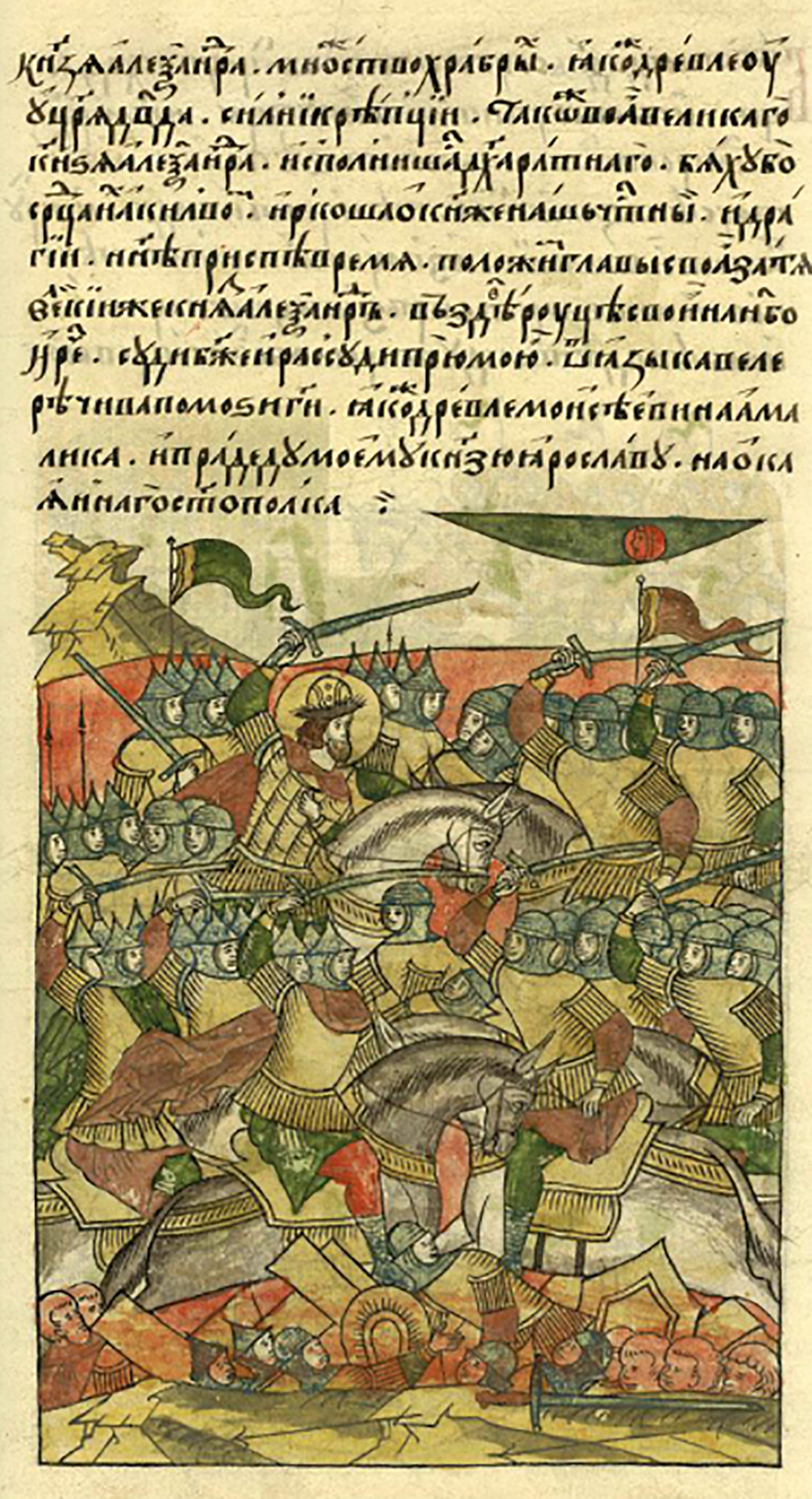
A német lovagrend első nagy veresége: a jégcsata

A német lovagok 1233-ban kezdték meg a porosz földek leigázását, ami azonban a lakosság szívós, sőt olykor végsőkig kitartó ellenállása miatt hosszú időbe telt. A poroszság kemény, fanatikus papok befolyása alatt állt, akik régebben is könyörtelenül irtották a keresztény hittérítőket és buzdították a rablóháborúkra a poroszokat.

Az őslakosság elleni háborúkat a rendszerváltás előtt a történelem könyvek úgy értelmezik, mint a „lakosság kiirtásával és kitelepítésével együtt járó meghódítás”-t. Ez természetesen nem történt meg.
Konrád fejedelem, aki részben nem akarta, hogy csak a teutonok szerezzék meg az összes meghódított porosz törzsi területet, maga is alapított egy lovagrendet, részben a kulmi püspök, Christian tanácsára, aki Dániából érkezett mint ciszterci misszionárius, de munkái végül ugyanúgy semmivé lettek. Az új rend a Dobrini Testvérek Rendje azonban számbelileg alacsony maradt és nem bírt úgy harcolni a poroszokkal, mint a teutonok, ráadásul a halicsiaktól is nagy vereséget szenvedett. 1235-ben fel is oszlatták a lovagrendet Dobrinban.
Bár a meghódított poroszok eleinte elismerték a rend uralmát, de az adódó alkalmakkor megpróbálták régi szabadságukat visszaállítani. Az első nagy lehetőség 1242-ben adódott, amikor a lovagok keleten szenvedtek súlyos vereséget a novgorodiaktól. A felkelő poroszok 1242–49-es harcokban a rend várait nagyobbrészt lerombolták és a lovagokat majdnem teljesen kiszorították. A kezdeti vereségek hatására eléggé megrendültek a lovagok, de a német-római birodalomtól, a cseh királytól, és a velük még szövetségesi viszonyban álló lengyelektől továbbra is kaptak megfelelő támogatást és a pápa is minden alkalommal új erőket toborzott, így úrrá lettek az általuk alávetett poroszok lázadásán. Az első felkelést továbbiakban jelentős (elsősorban a keresztény lázadóknak tett) engedményekkel is elcsitították. A lovagok livóniai vereségeik során a még szabad porosz törzsek közös erővel tettek kísérletet a keresztesek kiűzésére a Balti-tenger mellékéről. Csatlakoztak hozzá a lovagrend uralma alatt álló poroszok is. Kezdeti sikereik után azonban sorra elbuktak, s borzalmas vérveszteségeket szenvedtek. A poroszok nem bírták fel venni a versenyt a lovagrend támogatására egyre nagyobb számban érkező német és cseh keresztescsapatokkal szemben, akiknek felszereltsége és képzettsége is jobb volt.

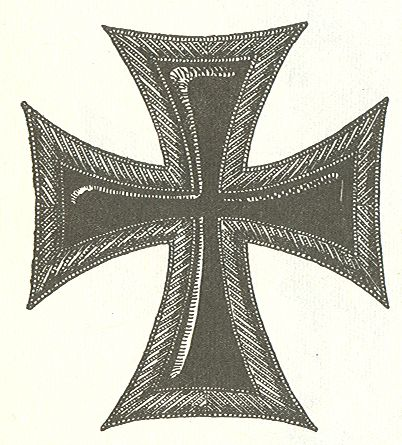
Mellkereszt

A meghódoltatott porosz területeken a lakosságot olykor erővel kellett, hogy megkereszteljék, majd nagy területeket adtak az egyháznak, az új püspökségeknek, széles körű autonómiát biztosítottak az új városoknak, hűbéri földeket osztottak a német nemesek és néhány lengyel között, valamint pénzt verettek. A háborúk miatti óriási emberveszteségek és a még mindig ritkán lakott területek benépesítésére és felzárkóztatására német parasztok tömegeit telepítették le. Az új telepesek lassan asszimilálták a balti porosz őslakosságot, míg a városokban és egyéb fontos gazdasági, vagy közigazgatási posztokon a beolvadás még gyorsabb volt. A porosz származású nemesi és polgári emberek hasonló kiváltságokat és állásokat kaptak, akárcsak a többi hoszpesz. Ennek folytán nem zárkóztak el német uraiktól, együttműködtek velük és így hamar azonosultak a németséggel. A telepítések ellenére az ország rendkívül több nemzetiségű volt. A németekkel szemben a lengyelek, poroszok és egyéb etnikumok mindig többségben voltak.
Poroszország alávetését 1283-ban fejezte be a lovagrend. 1295-ben történt egy nagyobb megmozdulás az őslakosság részéről, de hasonló sorsra jutott mint a két másik felkelés. A 14. században fellángoló szórványos lázadások miatt még vezettek keresztes hadjáratokat a német lovagok a poroszok ellen.
A lengyelek egyetlen területet kaptak Poroszországból. A Sasna nevű régiót 1240-ben a lengyelek és teutonok együtt foglalták el és felosztották egymás között.

##### Livónia meghódítása (1237–90) és egyéb terjeszkedések
1237-ben a Német Lovagrend magába olvasztotta a hatalmi visszaélések miatt épp feloszlatott Kardtestvérek rendjének tagjait. Az ottani kur, lív, lett és észt területeket nagyobbrészt a kardlovagok meghódították, s a maradék néptöredékek alávetése is változatlan erővel folyt tovább.
Ezek mellett a szomszédos területek meghódításába is belefogtak, eddigi sikereiken felbátorodva. 1240–42-ben hadjáratot vezettek a novgorodi orosz fejedelemség ellen, hogy a gazdag kereskedő várost megszerezzék, ami a svédeknek a Névánál nem sikerült 1240-ben. A vlagyimiri nagyfejedelem, Alekszandr Nyevszkij, ahogy a svéd betolakodókkal is tette korábban, úgy a németekre is csapást mért. A Csúd-tavon ütközött meg a lovagrend seregével. A tó jegén, amely még áprilisban sem engedett fel, megvívták a híres csatát és legyőzték az oroszok a terjeszkedő lovagrendet.
A teuton és kardlovagoknak dacolniuk kellett a délről betörő litvánokkal. 1259-ben, mikor a žemait (szamogit) litvánok betörtek Dél-Livóniába, a kurok és a lettek is csatlakoztak hozzá. A lovagrendi sereg, amelyet a helyi lakosságból szervezett katonák is erősítettek, csapdába esett a livóniai mocsarakban és az 1260-as durbeni (durbei) csatában segédhadaik árulása folytán vereséget szenvedtek.
1290-ig óriási felkelések söpörtek végig az országban. A lovagrend számos vereséget szenvedett, de északról dánok és a birodalomból hajókkal érkező keresztesek segítségével folytatni tudta a harcot. Utolsónak a szemigalliai (zemgalei) letteket verte le, befejezve Livónia meghódítását.
A livóniai területeken a kardlovagok négy püspökség részvételével (Riga, Saare–Lääne, Dorpat, Kurföld) önálló konföderatív államban egyesültek, Ó-Livónia néven.
Szárazföldi összeköttetés nem volt, ennek útjában részben Litvánia állt. Eléggé nehezen tartották a kapcsolatot a német lovagok kelet-balti birtokaikkal, így valójában sohasem tudták úgy ellenőrizni azt az országot, mint Poroszországot.

### Az önálló állam időszaka (1226–1466)

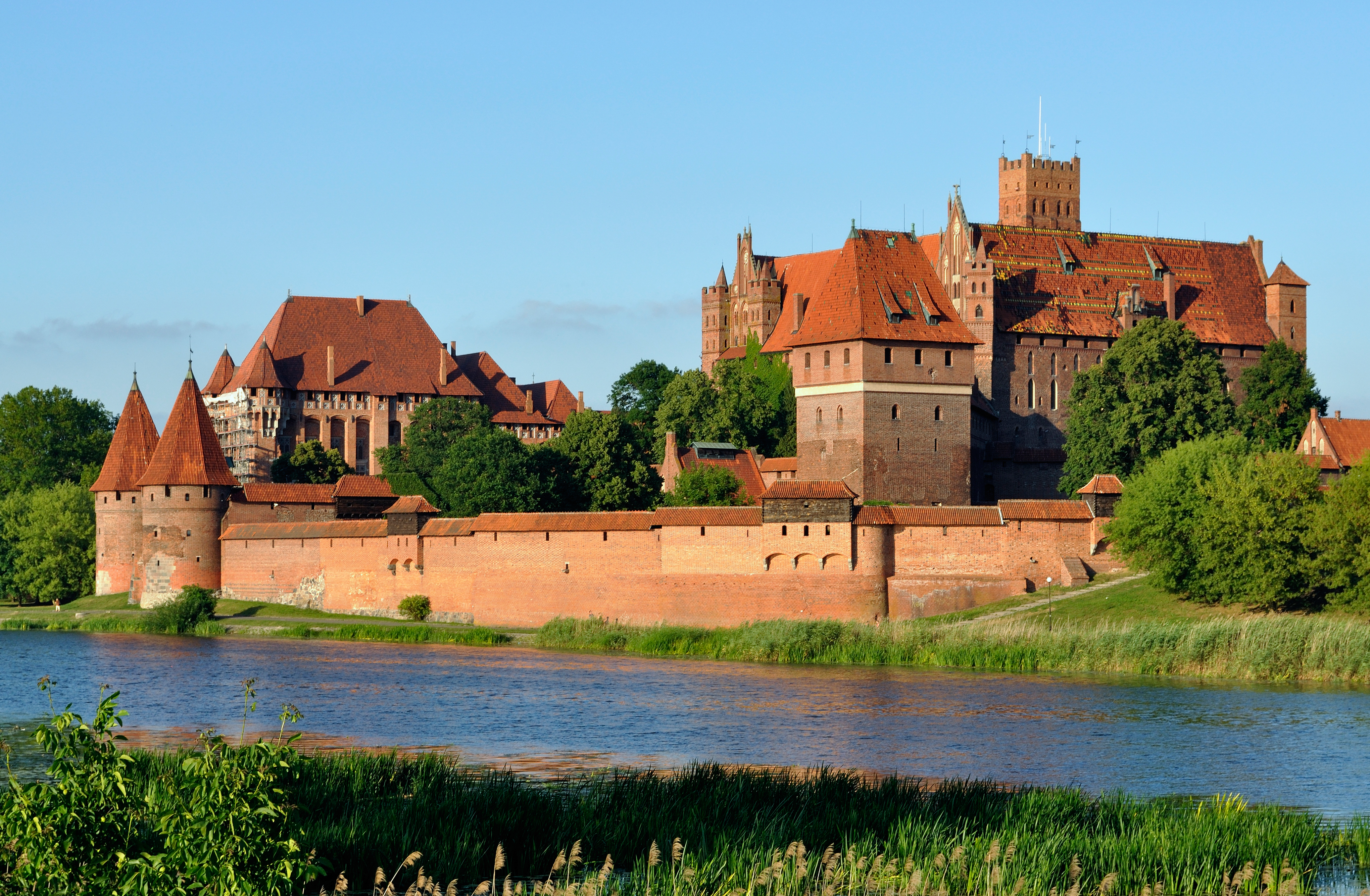
A malborki vár látképe. A gyönyörű építészeti remekmű az akkori Európa egyik legnagyobb erőssége volt.
A páratlan épület áldozatul eset a második világháború esztelen pusztításainak. Azóta gondos restaurálással visszanyerte eredeti állapotát

A meghódított területeket a lovagrend mai szemmel nézve gyarmatosította. Természetesen ez a gyarmatosítás nem azonos az újkorban véghez vitt területszerzéssel, ami az Újvilágban az őslakosság és kultúrája pusztulásához vezetett.
A 14. században még erőteljesebb fejlődésnek indult a német lovagok állama, köszönhetően többek közt annak, hogy még 1263-ban IV. Orbán pápa a szegénységi fogadalmat tett lovagrendnek engedélyezte a földi javak korlátlan birtoklását. Így a lovagok elkezdtek kereskedéssel foglalkozni, és rövidesen monopolizálták az akkor jól jövedelmező gabonakereskedelmet. A porosz tengermellék elhelyezkedésének és földjének köszönhetően igencsak alkalmas volt a mezőgazdaságra, és a tenger közelsége is segítette a kereskedelmet.
A kereskedelem a Hanza Szövetség keretein belül folyt, amely támogatta a Német Lovagrend 13. századi hódításait, legfőképp azért is, mert ez nem állt közvetlen egyházi fennhatóság alatt, mint a kardtestvérek. A Hanzának érdeke volt minél több termőterület és nyersanyaglelőhely (például fa, só) szerzése, ezért is támogatta tevékenyen a rend terjeszkedését. Viszonzásul a rend pedig segített a kereskedelem monopóliumának megszerzésében a Balti-tengeren és az Északi-tengeren, ahol stratégiai fontosságú árucikkeket (gabonát, sört, mézet, sót, húst, bort stb.) szállítottak.
Az említett áruk szállítási jogával csak a Hanza rendelkezett, és az olykor elégedetlenkedő északi városokra nyomást tudott gyakorolni azzal, hogy néhol kadenciát rendelt el, vagyis semmit sem engedett szállítani. Ilyenkor nagy segítségére volt a német lovagrend katonai ereje is. A Hanza köszönhetően a német lovagrendnek Norvégia kereskedelmét is kisajátította, és az országba érkező létfontosságú gabonaszállítmányok felett is rendelkezett, ami elég szenvedést okozott az országnak.
A Hanza szövetség rövidesen nagyon rászorult a rend katonai segítségére és védelmére, a lovagok pedig a szövetség támogatására, így végérvényesen összefonódtak egymással. A rend volt jobban alávetve a másiknak gazdasági és pénzügyi tekintetben, de ez nem volt olyan előnytelen, hisz a gazdasági fellendülés általános jólétet teremtett, a parasztság helyzete is nagymértékben javult, bár némelykor a feudális megkötések eléggé szigorúak voltak (például az egy összegbeni adófizetés). Emellett a Hanzán néha jelentkező dekonjunktúrák egy időben kellemetlen, gyengítő hatásukat éreztették a lovagrend államán belül is.

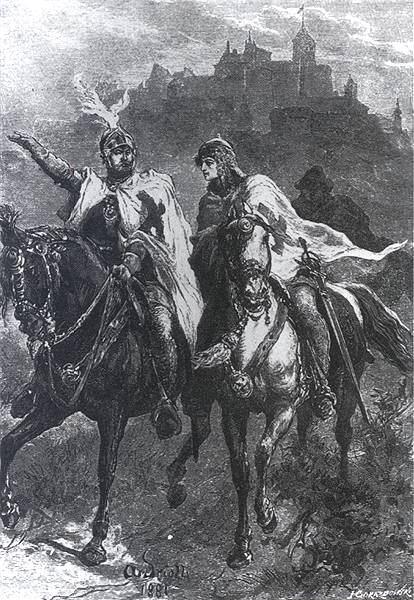
Michał Elwiro Andriolli: Teuton keresztes lovagok

A nagyobb uradalmi földek és a várak kivétel nélkül a Lovagrend tulajdonát képezték, és az országnak a 15. századig nem volt arisztokráciája. Az adományozott földek nem voltak örökölhetők.

Nagyon erőteljes volt a kolonizáció és a német parasztság betelepedése. A vidéki telepítések az ún. lokátorok feladata volt, ők lettek a falvak bírói, azaz a soltészei, és a bírságokból nyertek éves tiszteletdíjakat, és számos jogot kaptak malomépítésre, kocsmabérlésre. Eleinte 15 éves adómentességet élveztek, később többségükből kerültek ki a későbbi kisnemesek.
Etnikailag homogén német városok alakultak az erőteljes kolonizáció hatására és számos várost alapítottak németalföldi (hollandok, vallonok stb.) hoszpeszek.
A poroszság az ország meghódításáért folyó harcokban nagy véráldozatot szenvedett, de lassan asszimilálódott a németségbe. Gyorsabb volt ez a nemességüknél, mely egyenértékű elbánásban részesült a németekkel, mivel fontos gazdasági és hatalmi pozíciókba kerültek a porosz nemzetiségűek. Etnikai összezördülések, vagy elnyomás nem volt, s az egyéb kisebbségek közt még voltak oroszok, vagy skandinávok is.
A polgárság többsége kereskedelemből élt, s a hódítások után beindult fejlődés révén mind Livónia, mind Poroszország fontos kereskedelmi csomópont lett, ahol német, orosz, angol, s lengyel kereskedők útjai találkoztak össze.
A városok Európában egyedül itt kapták a legtöbb privilégiumot (kereskedelmi-, vám-, autonómiajogokat) ami már csaknem teljes önállósággal volt egyenlő, s önállóan is képesek voltak politizálni a közéletben. A törvénykezésüket egységesítette, hogy az 1260-as wismari dekrétumokat elfogadták, s a városok, valamint kikötők mind csatlakoztak a Hanzához. Az egyensúlyt a rend katonai erejének köszönhetően tudta fenntartani, mivel nemcsak a váraknak, hanem a városoknak is erős, lovagrendhez hű helyőrségeik voltak, s rövidesen kiépült egy erős tengeri flotta. Ilyen méretű katonai koncentráció mellett a viszonylag kisebb, népességében alacsonyabb német lovagrend óriási veszélyt jelentett a széttagolt Lengyelország számára.
Ám a lovagok hatalma később már teljesen csak a katonai erejüktől, s a Hanza pénzügyi és gazdasági támogatásától függött, így a rendi állam enélkül nem is volt képes fennmaradni.
A lovagrend kísérletet tett arra, hogy maga vegye kezébe a gazdasága irányítását, mint például, hogy ő maga kezdte megszabni a gabona felvásárlási árát, majd mezőgazdasági és halászati termékekét, valamint jogot ígért volna az elővásárlásra. A Hanza azonban a összefogott az ez ellen szintén tiltakozó városokkal és jobb belátásra bírta a rendet. A lovagok kénytelenek voltak együttműködni a szövetséggel, s ezért újabb engedményekre kényszerültek (pl. a saját part menti területeken történt hajótörés esetén kártérítés és segítségnyújtás a Hanza hajósainak).

### A Német Lovagrend hódító háborúi

#### Litvánia ellen
A német lovagoknak már a 13. században volt alkalmuk háborúzni a még pogány litvánokkal, legnagyobb részt északon, Livóniában. A hadjárat elsődleges oka az északi területekkel való összeköttetést biztosító szárazföldi folyosó megszerzése volt, a másik pedig az, hogy a rendnek a Szentföld elvesztését követően új politikai utat kellett keresnie. Folytatniuk kellett a terjeszkedést a kelet-európai területeken, hogy az újonnan megszerzett földeken a német kereskedők érdekeit képviselhesse, mert egyre jobban ettől függött önállósága is. E célnak megfelelően Litvánia meghódítására törekedett, de az eredményesen ellenállt, részben erősebben központosított államuknak köszönhetően.

#### Lengyelország ellen

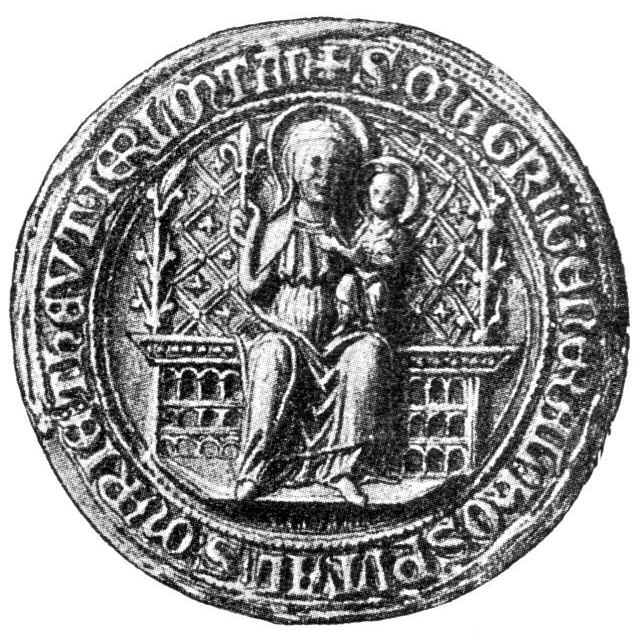
A nagymester által vert korai pénzérme, rajta Szűz Mária és a kis Jézus

A lengyelek és a teutonok közti kapcsolatot a 13. században még rendkívül szoros együttműködés jellemezte. A lengyelek fegyveresen többször is megsegítették a rendet, különösen az 1242 és 1253 közötti nagy felkelés alatt. A század végétől a két állam lassacskán elhidegült egymástól, s kapcsolatuk a nullpontra süllyedt. A német lovagrendet a császári és pápai hatalom is támogatta, s nem érezte úgy, hogy bármilyen szolgálattal tartozik a lengyel uraknak, még ha ő általuk lelt hazára.

Viszont egyre szorosabbra fűzték a csehekkel kapcsolataikat, akik a lengyelek ellenségeinek számítottak. Az akkori király II. Vencel volt, aki éppen a magyar trón megszerzésére törekedett. Riválisa Károly Róbert osztrák, pápai és lengyel segítséggel felülkerekedett Vencelen, aki még az általa birtokolt Lengyelországot is elvesztette. A lengyel trón I. (Lokietek) Ulászlóra szállt, s a pomerán hercegséget pedig a brandenburgiak kapták meg, de Pomeránia felett viszály alakult ki a lengyelek és a brandenburgiak között, ami mégis a teuton-lengyel konfliktust eredményezte.
A brandenburgiak sereggel próbálták elvenni Danzig városát a lengyelektől, akik a német lovagrendtől kértek segítséget. A lovagi sereg már puszta közeledtével meghátrálásra kényszerítette a brandenburgiakat, ám a teuton lovagok megrohanták Danzigot és röviddel később elfoglalták, majd a kelet-pomerán területek egészét birtokba vették (1309). Ezzel teljesen elzárták Lengyelországot a Balti-tengertől.

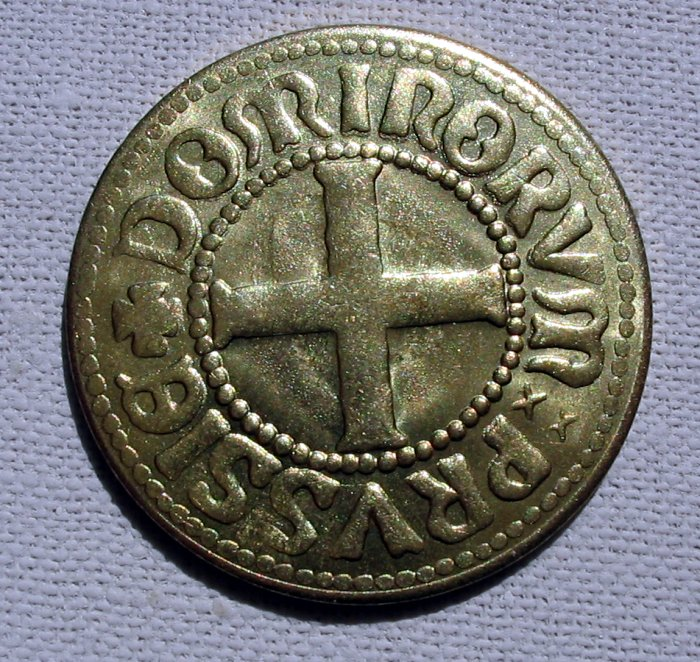
Rekonstruált lovagrendi pénzérme első oldala: a teuton rendkereszt, rajta latin írás: Prussie Domirorum (Poroszországi Uradalom)

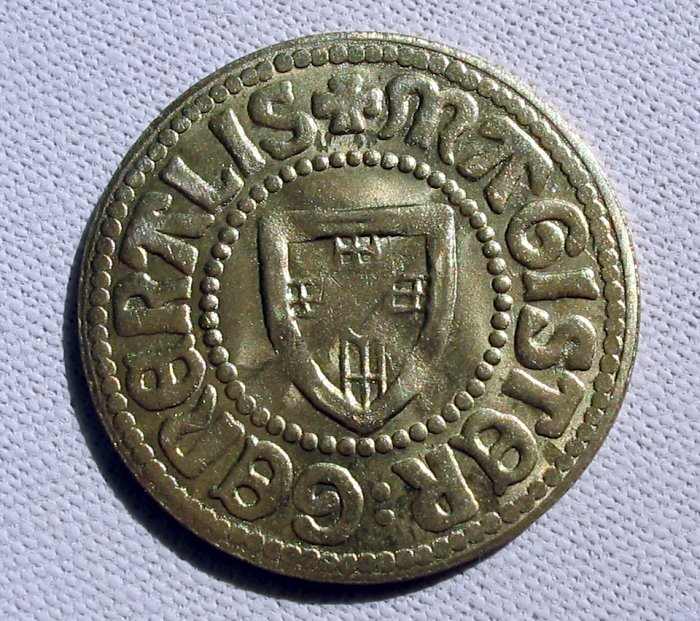
Rekonstruált lovagrendi pénzérme hátsó oldala: a nagymester címere, rajta latin írás: Generalis Magister (Kormányzó Nagymester)

Danzig elfoglalása alkalmul szolgált többek között arra, hogy a rendi mester ide tegye székhelyét. Innen kiindulva a német lovagrend a 14. században újabb területek bekebelezésébe fogott bele.
A lovagrend fő szövetségese továbbra is Csehország volt. A két hatalom megegyezett abban, hogy együtt támadják a lengyeleket, s felosztják a zsákmányt. A cseheknek jutott volna a déli (kis-lengyelországi) rész, néhány nagy-lengyel és egyéb tartomány területével, míg többi (északi) régiót a lovagrend vette volna birtokába. I. Ulászló is szövetségest talált magának Károly Róbert személyében. A két állam közötti szövetséghez hozzájárult, hogy a magyar király Lokietek Erzsébetet választotta hitveséül, miután előző feleségeit elvesztette. Ettől kezdve figyelhető meg az az erőteljes lengyel-magyar baráti viszony, ami még napjainkban is jellemzi a két országot. Károlynak a csehekkel ekkor igen kiéleződött az ellentéte, ugyan az osztrákokkal sem volt felhőtlen a viszonya, de most az ország hercegével Ottóval összefogott a cseh király ellen, a lengyelek megsegítésére.

Ulászlót Károly Róbert öt alkalommal segítette egységekkel.

A német lovagok 1331-32-es támadása az előbbieknél jóval nagyobb volt, bár megállították őket, mielőtt a lengyel fővárost Krakkót elérték volna. Ennek ellenére a rend kezébe került Kujávia és néhány más város is.
A felek azonban nemcsak a harctereken igyekeztek eldönteni az ügyeiket, hanem a tárgyalóasztalnál is. 1332 után már viszonylag csitultak a teuton-lengyel összecsapások. Károly Róbert Csehország és Lengyelország kibékítésén fáradozott, melynek oka az ausztriai Habsburgok túlzott megerősödése volt.
Így került sor Visegrádon a híres királytalálkozóra, ahol a fő jelenlévők a magyar, a lengyel és a cseh uralkodók voltak. Még más országok, így például a Német Lovagrend is képviseltette magát. Az itt zajló eszmecserék egyik fő kérdése a lengyel-lovagrendi kérdés is volt, ami békével végződött. A jelenlevő nagymester aláírta a visegrádi békét nemcsak III. Kázmérral, hanem Gediminas litván uralkodóval is.
Ez persze mindössze átmeneti nyugalmat tudott csak a két ország között biztosítani, a viszálykodások néhány éven belül újra kezdődtek, amik ismételten fegyveres összecsapássá fajultak. Habár egy újabb egyezséget kötött egymással a lengyel és a teuton állam (kaliszi béke (1343)), még ez sem volt tartós, így világossá vált, hogy a vetélkedést csak az döntheti el, amelyik fél megnyeri ezt a harcot. Lengyelország még ugyan esélytelennek tűnt a háború megnyerésére, de továbbra is szívósan dacolt a keresztes lovagokkal. A portyák a határokon állandóak maradtak, amik a peremterületeket tovább pusztították.

Litvánia továbbra is a lengyelek ellensége volt, s a két ország között zajlottak háborúk (amikben a magyarok is aktívan részt vettek), de később már szövetségre léptek egymással, habár ez a koalíció még nem volt olyan erős és szoros, mint 1387-től. Ezenkívül alkalmi szövetségesek voltak az oroszok is.

#### A lovagrend további terjeszkedése
A lovagrend a század második felében már kevéssé a litvánokkal, vagy a lengyelekkel való harcokban vitézkedett, viszont más területeket megszerzett a térségben. 1345-ben IV. Valdemár dán király nehéz helyzetbe jutott országa észt tartományában. A parasztok és Revall lakossága által kirobbant Nagy észt felkelésben a dánok már szinte vesztésre álltak a lázadókkal szemben, ezért a teutonok és kardtestvérek segítségét kérték. A rend katonasága a felkelést letörte és vérfürdővel bosszulta meg.

Minthogy a Dán Észtország Dániától meglehetősen távol esett, sőt északról Finnországból a svédek, keletről az oroszok is fenyegették, emellett még a Német Lovagrenddel sem volt felhőtlen a viszonya az országnak, ezért a dán király eladta a lovagrendnek 10 000 márkáért a tartományt. Livóniát most már teljesen a lovagrend uralta és a térségben az addig nagyhatalmi státuszt birtokló Dánia után már nem volt különösebb konkurenciája.
A Balti-tenger felett is kiteljesedett a hegemóniája 1398-ban. A tengeren a kereskedelmet már jó ideje tizedelte a skandináv eredetű Vitális Testvérek nevezetű kalózszövetség, aminek vezetője a legendás Klaus Störtebeker volt. A Gotland melletti Visby sziget közelében a Hanza és a lovagrend flottája csapást mért a kalózokra, akik Frízföldre szorultak és ott kalózkodtak addig, amíg a Hanza véglegesen le nem verte őket.

A győzelmet követően a lovagok birtokba vették mind Gotlandot, mind Visbyt, habár előbbit eladták Pomerániai Erik svéd királynak, de utóbbi még majdnem hét évtizedig a kezükben maradt.

A lovagrend 1402-ben Neumarkot szerezte meg a lengyel királytól 63 000 forintért.
A század végén élte fénykorát a Német Lovagrend: 3000 lovag, kétszáz pap volt a rend tagja. Mintegy 60 város, 50 vár és 18 368 falu, valamint több száz uradalom volt a kezében országában és szerte Európában. Éves jövedelme meghaladta a 8-900 ezer rajnai forintot, de a háborúk sokat felemésztettek.

Ekkor lépett a világiasodás útjára az addig szigorúan vallásos lovagrend. A nagy vagyon mellett már fényűzőbben éltek, s kastélyaik egyre díszesebbek lettek. Ráadásul a rend uralma Poroszországban diktatórikusabb lett. A 15. század elején egyre növekedtek az ország adóterhei és fokozódott az elnyomás, mely kiváltotta az emberek ellenállását.
Terjeszkedése és egyre csak növekvő hatalma azonban a többi országnak már sok volt. Maga ellen fordította Lengyelországot és Oroszországot, mert elzárta őket a Balti-tengertől és kereskedelmi monopóliumai sértették azok érdekeit. Litvániát a lovagok folytonosan fenyegették, még akkor is, mikor a litvánok áttértek a katolikus hitre.

A Német Lovagrenddel szembeni ellenszenvet nemcsak maga a rend és hatalma váltotta ki némely ország részéről, sokkal inkább a Hanza hatalmaskodása, amivel országokat tartott a kezében. A kereskedő szövetség sokat köszönhetett az általa annyira pártfogolt lovagrendnek, ami védte a Hanzát és így ellenőrizhette a balti kereskedelmet.

### A vég

#### Lengyelország talpra állása
Lokietek Ulászlónak sikerült egyesítenie az országot, s megerősítenie a központi hatalmat. Fia Kázmér is sikerrel járt, többek között keleten az oroszokkal és tatárokkal szemben. De a nyugati pomerán és sziléziai országrészeket, valamint Lubusz területét nem sikerült visszaszerezni, ezek ugyanis már jelentősen elnémetesedtek. A következő több mint százötven évben a lengyel belső rend még tovább erősödött és biztosított volt a politikai ideológia folytonossága.

Ebben az időben vette kezdetét a császári és pápai hatalom gyengülése, ezzel párhuzamosan a más országokra gyakorolt korábban erős befolyásuk is lazult, az államok szuverénebbek lettek. Ahogy telt az idő, annál biztosabb volt a Német Lovagrend hatalmi állása már csak saját katonai erejének mértékétől függhet, mert országában a városok teljes önállósággal bírtak. Ha nincs katonai erő, akkor nem tudja a megfelelő hatalmi egyensúlyt fenntartani területén.

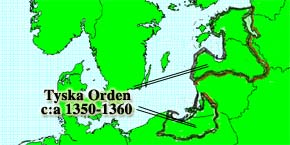
A Német Lovagrend legnagyobb kiterjedése 1350-ben

### A magyar–lengyel perszonálunió
Visegrádon Kázmér ígéretet tett arra, ha nem lesz törvényes fiú utóda, akkor Károly Róbert fia, I. Lajos örökölheti Lengyelország trónját. 1370-ben meg is koronázták Lajost lengyel királlyá, de már korábban közreműködött a lengyel politikában. Például Magyarország és Litvánia között hosszas háborúskodás volt a 40-es, 50-es években. A litvánok kiterjesztették hatalmukat a mai Fehéroroszország és Ukrajna területére, s Oroszország nyugati peremterületeire, egész a tatár határig hatolva, így a magyarok elleni hadviselő felek között voltak a litvánok orosz (orosz, ukrán és fehérorosz) alattvalói is. 1372-ben Halicsot Lajos országához csatolta, Oroszországi vajdaság néven. Lajos litvániai háborúi kevéssé szolgálták a Német Lovagrend érdekeit, akik egyidőben úgyszintén hadban álltak szomszédjukkal. Ennek oka az volt, hogy a hadjáratokban elért győzelmeket Lajos kizárólag magának tartotta fenn.

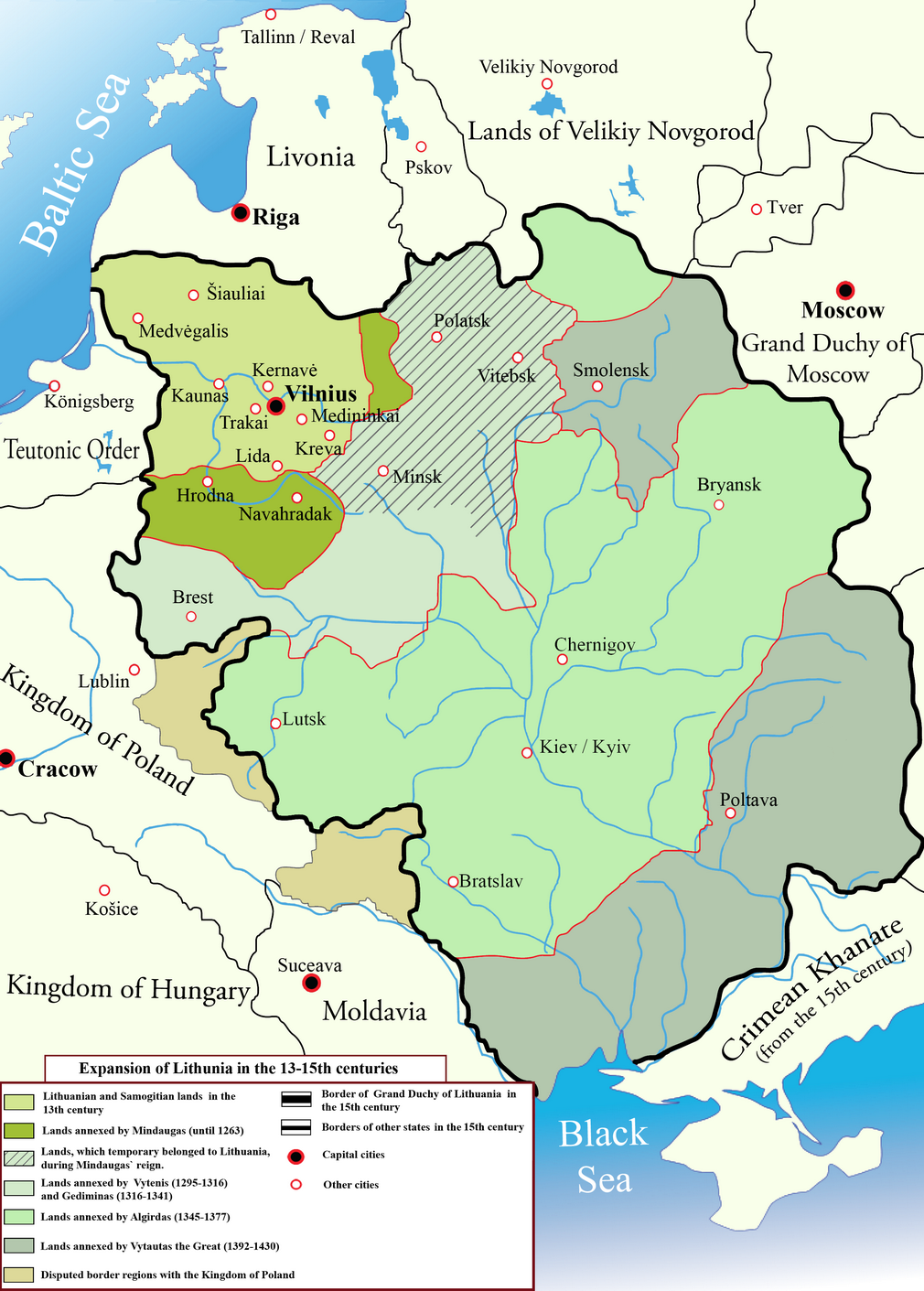
A litvánok terjeszkedése a 14. században

1374-ben a lengyel rendek kiváltságait megerősítette a kassai privilégiumokban a király, 1351-ben pedig fegyvernyugvást kötött litván ellenfeleivel. Ugyanakkor Lajos ígéretet tett arra, hogy a tatárok és ráadásul a teuton lovagok ellen a három ország segíteni fogja egymást. Az 1370-es évektől Magyarország és Lengyelország már késznek mutatkozott együttes erővel megtörni a terjeszkedő Német Lovagrend hatalmát, s ehhez várható volt Litvánia, sőt Oroszország segítsége is. Azonban mégsem került sor az erők egyesítésére. Egyik oka, hogy Lajos más frontokon is lekötve volt, és a Balkánon új ellenség bukkant fel – a török. Lajos egyik serege 1377-ben már csatázott velük Bulgáriában és egyik csapatuk pár év múlva Erdélyre rontott.

Mint tudjuk, az oszmán-törökök hűbéresükké tették a 15. század a Krími Tatár Kánságot, ami gyakori hadviselő fele volt az oroszoknak, a litvánoknak és a lengyeleknek. Litvániától a törökök később két fontos fekete-tengeri kikötőt, Kiliát és Akkermant foglalták el.
Bár a déli külpolitikai gondok lekötötték a térség országait, de az idő mégsem a Német Lovagrendnek dolgozott. A rendi államot a 15. századtól már területvesztés jellemezte, megerősödött déli szomszédaival szemben nem tudott expanziót folytatni és ez a gazdaságra nehéz kihatással volt.

#### A lengyel–litván unió
Lajos halála után a lengyel trónt Hedvigre (Jadwiga) hagyta. Hedviget a lengyel főurak a litván nagyfejedelemhez, Jagelló Ulászlóhoz (Jogaila) adták feleségül 1386-ban, ezzel létrejött a két ország közötti unió. Litvánia az orosz területek megkaparintása révén Gediminas idejében ortodox vallást vett fel, de mivel a birodalom nagy többsége nem litván volt, és belarusz nyelvet tettek hivatalossá, ezért fennállt a veszélye annak, hogy Litvánia az oroszokba asszimilálódik, ahogy a poroszok a németekbe. Ez tartotta szükségesnek azt, hogy Ulászló is katolizáljon a többi litvánnal, míg a keleti-szláv lakosság megmaradt eredeti hitén, de az ortodox egyház már nem szólhatott bele az állam irányításába.
Az unió viszont a kezdeti évtizedekben nem volt egységes, mi több még rozoga lábakon állt. Ezt a Német Lovagrend igyekezett kihasználni, ami továbbra is Lengyelországot tartotta fő ellenfelének. Ulászlónak Litvániában meg kellett osztania hatalmát unokatestvérével, Vytautasszal (Nagy Vitold), akinek hatalmát többször korlátozni igyekezett, melyet Vitold nem akart tudomásul venni. A Német Lovagrend és a lengyelek közötti ellentétek a század végétől ismét nyílt háborúvá szélesedtek, amik a Vitolddal való szövetség keretében zajlottak eleinte.
Litvánia hivatalos katolikus hitre való térése megkérdőjelezte a Német Lovagrend állami létét a térségben, mivel már nem voltak pogány területek. Ennek megfelelően keresztesekkel már nem harcolhatott katolikus keresztények ellen a lovagrend, így a 15. század elejétől a katonasága egy részét egyre gyakrabban német zsoldosokból szervezte. A lengyel–litván állam népességét és területét tekintve nagyobb volt a lovagrendnél és mivel nem állt már mögötte oly erősen a német-római hatalom, e tekintetben nem sok esélye volt a lengyelekkel szemben.
Vitolddal aztán 1401-ben szembefordult a teuton lovagrend és újabb háborút indított ellene és Ulászló ellen. 1404-ben a rend megszerezte a nyugat-litván Szamogitiát (ma Žemaitia) és Livóniával szárazföldi összeköttetést biztosíthatott. A siker a vereség magvát vetette el. Vitold és Ulászló belátták, hogy teljességgel helytelen volt viszálykodásuk, ezért elhatározták, hogy leszámolnak a Német Lovagrenddel.

#### A grünwaldi csata

Jan Matejko: A grünwaldi csata

A belső viszályok legyűrése után Lengyelország és Litvánia egyesült erővel lépett fel a közös ellenséggel szemben. A két uralkodó közös sereget állított fel, melyhez más nemzetiségű (tatár, román, cseh és orosz) csapatok is csatlakoztak. 1410. július 15-én a Grünwald (Grunwald), Tannenberg (Stębark) és Ludwigsdorf (Łodwigowó) ölelte síkon mérhették össze fegyvereiket a hatalmas, de felszereltségi és képzettségi különbségekkel bíró seregek.
A csata elején Vitold azonnal megtámadta a németek balszárnyát, amit visszavert a lovagok vas fala és a sereg több egységét is szétverte. A litvánokat visszaszorították, majd üldözőbe vették, de a jobbszárnnyal szemben álló Ulászló vezette lengyelek – akiknek sorában még a kiváló zsoldosvezér Jan Žižka is harcolt – visszaszorították a lovagokat.
A litvánok üldözéséből közben több hadtestet visszavezényeltek, hogy a királyt megpróbálják bekeríteni. Miután a német balszárny minden egysége már a király hátában volt, a lengyelek nehéz helyzetbe kerültek, annak ellenére, hogy kitartóan tartották állásaikat. Vitold nem késlekedett kihasználni a lovagrendi erők visszavonulása nyújtotta lehetőséget és rendezte sorai egy részét, majd ellentámadásba lendült és a lengyeleket hátulról szorongató teuton lovagokat hátba támadta és a balszárnyat teljesen megsemmisítette. A rendi sereget visszaszorították, majd megkezdték az átkarolását, amivel sikerült őket bekeríteni. A csapdába jutott lovagok még elszántan harcoltak órákig, ám végül megsemmisítették őket. Holttestek ezrei borították a csatateret mindkét fél részéről, de a harc eldőlt, s egyben az egész Német Lovagrenddel folytatott eddigi küzdelem.
Annak ellenére, hogy a lovagok Kelet-Pomerániát és Máriavárat még megtartották, a katasztrófát már nem tudták visszafordítani. Eddigi vereségeik közül is jó néhány nem volt csekély, de a grünwaldi mindent felülmúlt. A németek vereségüket később az első tannenbergi csatának nevezték, addig a lengyelek a győzelmüket a grünwaldi csatának hívják, ezért a világtörténelem leginkább ezen a néven ismeri a nagy európai csatát.

#### A vereség következményei

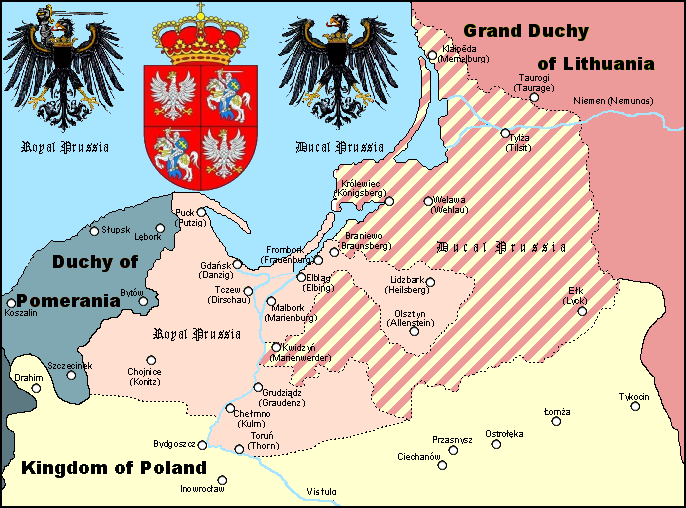
Kelet-Poroszország a 16. században

Az 1411-ben megkötött első thorni (toruńi) békében a rendnek mindössze Szamogitiáról és Dobrzyń vidékéről kellett lemondania, az általa már száz éve birtoklott Danzigot és Pomerellent nem kellett átadni. Katonai erejük viszont megtört és a gazdasági-politikai pozíció ezzel párhuzamosan is gyors hanyatlásnak indult.
A Máriavárt a lengyelektől megvédelmező Heinrich von Plauen, akit nagymesterré választottak, eredménytelenül fáradozott azon, hogy megállítása a lovagrend hanyatlását. Mivel az általa hozott néhány pénzügyi és közigazgatási reform balul sült el és más reformkezdeményezéseket megvétózott a nagykáptalan, ezért eltávolították a nagymesteri székből.
1414-ben revánsot próbáltak venni a lengyeleken a vereségért, remélve, hogy egy győzelemmel ki tudják küszöbölni a grünwaldit. A remények nem váltak valóra, s 1422-ben a nyolc évvel korábbihoz hasonló vereséget könyvelhettek el a lovagok. Közben a poroszországi városok adóterhei növekedtek, amit azok elviselhetetlennek éreztek és fokozatosan a lovagrend ellen hangolódtak. A pomerán területek visszaszerzése a lengyelek számára már csak idő kérdése volt, akik emellé alig várták, hogy a gazdag poroszországi városokat is meghódíthassák.
1433-ban a németföldön keresztül söprő cseh husziták (táboriták) Prokop András vezetésével feldúlták a lovagok pomerán területeit egészen a Balti-tengerig. 1435-ben a rendnek fel kellett adnia minden addigi reváns kísérletét a lengyelekkel szemben, de eddigi vereségeik után kész csoda volt, hogy az új béke nem volt kedvezőtlenebb mint a toruńi. A poroszországi nemességnek és a városoknak elegük lett a vesztes lovagrend uralmából és állandó adóemeléseiből, amivel a hatalma fenntartásához szükséges zsoldosságot tartotta fenn. Az elégedetlenkedők létrehozták a Porosz Szövetséget, akik célul tűzték ki a lovagrend hatalmának megszüntetését és a lengyel királyhoz való csatlakozást. A lovagrendnek az eddig enyhe befolyása még Livóniában is jelentősen csökkent a 15. században, ahol újra megerősödtek a kardtestvérek, bár nekik sem volt túl szilárd a kormányzatuk az országban és további éles rivalizáció jellemezte a lovagok és a városok kapcsolatát.
Az ekkor uralkodó IV. Kázmér lengyel király elfogadta a Porosz Szövetség azon ajánlatát, hogy neki adják az országot. 1454-ben hadat üzent a lovagrendnek. Annak ellenére, hogy mindjárt a háború elején a lovagok Konitznál legyőzték a királyt, Kázmér makacs kitartása és a szövetség segítsége révén folytatni tudta a háborút, ami majdnem másfél évtizedig tartott.
A tizenhárom éves háborúban (1454–66) a lovagrend valamennyi városa és a hűbéresei is a lengyelek mellé állt, a lovagok végleg veszítettek és sorsuk eldőlt. A második thorni béke már jóval keményebb feltételeket diktált a német lovagok számára. Nemcsak Kelet-Pomerániát és Kulmot kellett visszaadniuk a lengyeleknek, hanem elvesztették Nyugat- és Közép-Poroszország jelentős részét. Kelet-Poroszországot mint lengyel hűbért tarthatták csak meg. Nem folytathattak külpolitikát, gazdasági monopóliumukat is elvesztették és lengyel tagokat is kellett felvennie soraiba az eddig kizárólag németekből álló lovagrendnek.
A rend veresége nem jelentette azt, hogy a nyugati és az északi országok elestek az innen jövő nagy mennyiségű gabonaszállítmányoktól. Épp ellenkezőleg, mostantól a lengyelek voltak a fő exportőrök, akik a poroszországi mellett a lengyelországi gabonaszállítmányokat is piacra vitték a Hanza komolyabb befolyása nélkül, legfőképpen, hogy visszaszerezték saját tengerpartjukat. A Hanzára a lovagrend eddigi vereségei is erős gyengítő hatást gyakoroltak, s a szövetség lassú hanyatlásnak indult.
A döntő veresége után nem sokkal a lovagrend nyomban elvesztette egyik európai területét. VIII. Károly svéd király a södermanlandi és visby birtokukat sajátította ki, s visszacsatolta Svédországhoz.
A Német Lovagrend bukásához több dolog is vezetett: rossz belső politika, erős katona-külpolitika, a gazdaság túlzott építése az állandó háborús terjeszkedésre.

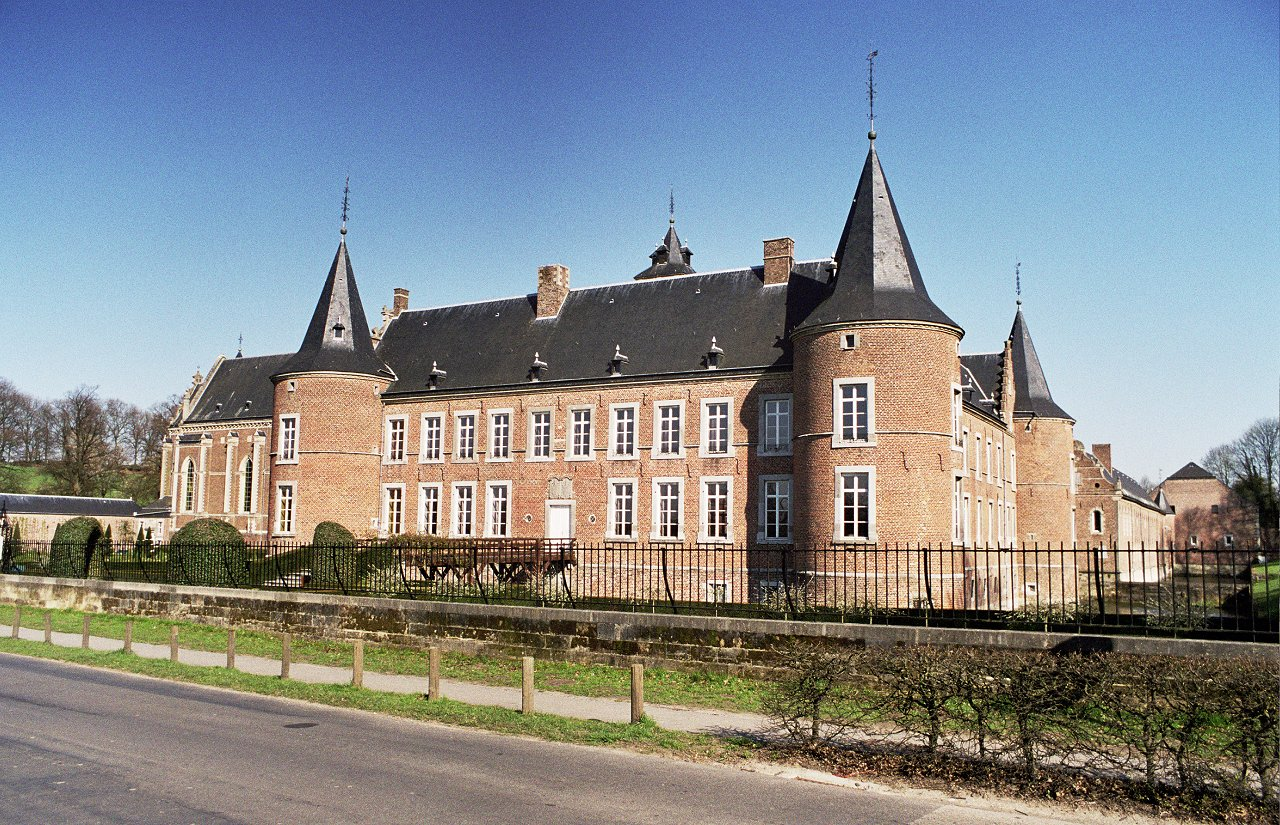
A német lovagrend egyik vára a belgiumi Bilzenben

### A Német Lovagrend bukása

#### A rend hűbéri függésben
A német lovagrend fennmaradása 1466 után már csak a hűbérurától függött. De a teutonok nem akartak belenyugodni függetlenségük elvesztésébe és azon voltak, hogy megszabadaduljanak a lengyel király fennhatóságától.

Az első kísérletek nagyon eredménytelenek voltak, s 1494-ben Johann von Tiefen nagymester meg kellett, hogy újítsa hűségesküjét I. János Albert lengyel királynak. A német lovagok államának maradványa így eleve pusztulásra volt ítélve, s nem segíthetett az sem, hogy a század végén nagymesternek a birodalom területéről származó német hercegeket és őrgrófokat választottak meg. Köztük volt Szász Frigyes herceg, aki sokat tett lovagrendje érdekében, bár a rend helyzete mégsem javult lényegesen. Habár a herceg szívós munkája kezdett némi eredményt mutatni, s nem sokkal halála előtt kérelmet terjesztett be I. Miksa német-római császárhoz, valamint II. Gyula pápához, hogy vizsgálják el a rend ügyét, s a thorni béke bizonyos pontjait. Amikor Frigyes 1510-ben elhunyt, a folyamat leállt.

#### A rendi állam szekularizációja
1510-ben egy új nagymester, a brandenburgi választó családjából való Brandenburgi Albertet választották nagymesterré. Az ifjú rendi fő merész volt és nem annyira fűtötte a lovagrend függetlenségének kivívása, sokkal inkább saját ambíciói. De kedvező lehetőséget kapott a rend a 16. században, amivel azonban (nem saját hibájából) mégse tudott élni.

1505-ben a slahta elfogadtatta Sándor királlyal a radomi alkotmányt, amelyben a nemesség vétójogot gyakorolhatott a reformokra. Ez egyik első lépése volt a királyi hatalom aláásásának.
A lengyeleknek nagyon megromlott viszonya a Habsburgokkal, I. Miksa császár ezért először támogatta a Litvániával hadban álló Moszkvát, majd 1514-ben szövetséget kötött vele. A császár ezenkívül támogatásáról biztosította Brandenburgi Albertet, aki már uralkodása kezdetén megkérdőjelezte a thorni békét és nyíltan kifejtette önállósulási szándékát.

1519-ben Albert háború árán mondta ki az elszakadást. A háborút elvesztették és csak V. Károly közbelépésén múlt, hogy a lengyelekkel sikerült a status quót visszaállító békével lezárni.
A lengyelek a franciákkal 1524-ben kötött szövetségbe helyezték bizalmukat a lovagrenddel és a császárral szemben. Ugyan a franciák 1525-ben vereséget szenvedtek, de a német lovagok esélyei nemhogy nőttek volna, fordítva, óriási veszélybe jutottak. 1517-ben a szászországi Wittenberg vártemplomának kapujára egy helyi pap Luther Márton gyújtó hatású vitatételeit kiszögezte, mert felháborította a katolikus egyház züllöttsége és különösen a búcsúcédulák árusítása, amelyből befolyó pénzt a pápák, mint X. Leó reneszánsz fényűzésre költötték.

Luthert egyházi átok alá vetették, de nem hátrált meg, s tanai gyorsan terjedtek Észak-Németországban. Támogatói között a császárral szemben álló német fejedelmek voltak, akik a katolikus egyházi birtokokat is meg akarták szerezni. A reformáció gyorsan terjedt a skandináv államokban is, sőt Poroszországban és Livóniában gyökerezni kezdett. Nürnbergben még ez évben gyűlést hívtak össze a birodalom országai, ahová Albert is hivatalos volt. A nagymester megismerkedett Osiander András lutheránus lelkésszel, aki Luther tanainak hirdetője volt, s ekkor nagy lépésre szánta el magát. Osiander révén felvette az evangélikus vallást, s Luther Mártonnal is érintkezésbe lépett.

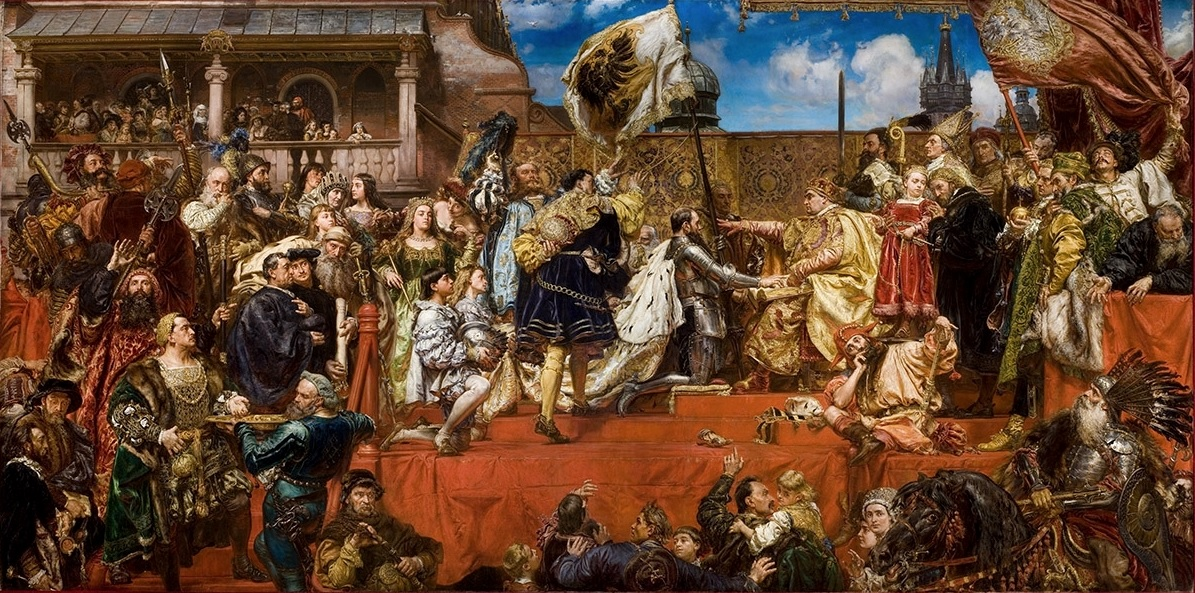
Jan Matejko: Brandenburgi Albert térden állva tesz esküt I. Zsigmond Ágostnak

Visszatérte után Zsigmond királynak javaslatot terjesztett be, hogy átszervezi a rendi államot, amely megmarad a király hűségén. A király ezt elfogadta és Albert elvette a lovagrend porosz birtokait, amiből nagyszámú földet osztott ki a német nemességnek. Április 10-én a krakkói piactéren Zsigmond előtt hűségesküt tett le és palástjából kivágta a fekete teuton keresztet. Az új államot Porosz Hercegség néven deklarálták, mely továbbra is lengyel hűbérállamnak számított, de már több jogot nyert a királytól.

Luther tanácsára Albert kimondta a lovagrend feloszlatását. De a rend tagjai nem fogadták el sem a szekularizációt, sem pedig rendjük megszüntetését, s a császár segítségét kérték. V. Károly is törvénytelennek mondta ki a herceg végzéseit, s új nagymestert nevezett ki Kronenbergi Walter személyében, aki a Német Lovagrend székhelyét 1526-ra áttette a württembergi (frankföldi) Mergentheim városába, az egyik ottani lovagrendi birtokra.

A rend még évekig nem tett le arról, hogy Poroszországot visszaszerezze. 1530-ig több ízben szólították fel Albertet, hogy adja vissza a lovagrendnek a hercegséget, de erre ő nem volt hajlandó. A lengyel király hűbérese pártjára állt, s a herceget megvédték még a Dánia és Svédország szervezte császár-ellenes protestáns koalíciók, aminek több német fejedelem is a tagja volt.
Poroszország visszaszerzését gátolta, hogy annak idején a rimini aranybulla elkülönítette a birodalom többi államától, s a nagymester így mindig megőrizte különállását a császári hatalomtól. Jóllehet a lovagok és földjeik felett a pápa közvetve rendelkezett, így a rendi állam a Pápai állam birtokát is képezte, de köztük óriási volt a földrajzi távolság, s közismert, hogy a pápaság és császárság között mindig is voltak kibékíthetetlen ellentétek.
Az ügy felülvizsgálatával megbízták birodalmi kamarai törvényszéket, csakhogy annak sem sikerült visszaszereznie Alberttől a kelet-porosz területeket. A sikertelenséghez hozzájárult, hogy a császárnak nagyobb fejtörést okozott területén a protestantizmus területének egyre nagyobb kiterjedése, ami már a császári hatalmat veszélyeztette, s az anabaptisták vezetőjükkel Münzer Tamással kirobbantották a német parasztháborút, ami Németország középső és déli területeinek nagy részét lángba borította.

#### A lovagrendek pusztulása a Baltikumban
Albert szekularizációját a livóniai lovagrend sem ismerte el és kimondta elszakadását a német lovagoktól. A császár igyekezett megtartani Livóniát, ezért több kiváltságot is adományozott a kardtestvéreknek, De Livónia elszigetelődött a Német Birodalomtól és több állam ütközőpontjában feküdt, akik ki akarták terjeszteni hatalmukat a fejlett országra. A lovagrend is katonailag olyan erőtlennek bizonyult, hogy a szomszédos államokkal szemben nem lett volna képes dacolni. A lovagrend tehetetlen volt a protestantizmus livóniai hívőivel szemben is.

Ezt az államot végül az Oroszország, Dánia, Svédország és Lengyelország-Litvánia közt dúló negyedszázados livóniai háború (1558–83) semmisítette meg, s a lovagrend is feloszlott.

### A lovagrend utolsó évszázadai
Poroszország és Livónia elvesztése tovább gyorsította a rend felbomlását. A lovagok most új utakat kerestek, s újabb háborúkban vették ki a részüket. A 16. század vallásháborúiban, mint az Augsburgi Liga háborújába, vagy a schmalkaldeni háborúba is bevonták, igaz már elég csekélynek számító katonai erejüket, ami inkább erkölcsi támogatásnak volt mindössze jó.

Hogy a pogányság elleni harcot is újra folytathassák, mintegy 500, vagy 1000 lovagot küldtek a magyarországi török háborúk támogatására. Egyik nagymesterük Ampringen János Gáspár is aktívan részt vett az 1663-64. évi háborúban, s a szentgotthárdi csatában, ezért nyerte el a rend vezetői posztját, s később Magyarország császári kormányzója lett.
A lovagrend viszont állandó anyagi gondokkal küszködött és ekkor eladta több birtokát Németországban és Itáliában, mivel még a kórházaik fenntartása is igen költségesnek számított. A többi földjét is lassan elvesztette, amit rendszerint az ottani országok urai koboztak el tőlük. Az első ilyenre 1580-ban került sor, mikor a lovagrend részt vett a németalföldi szabadságharcban, ahol a katolikus spanyol királyt és az úgyszintén katolikus arrasi uniót támogatta fegyveresen. Válaszul a protestáns utrechti unió a Német Lovagrend holland birtokait mind elvette.
A 17. században a Napkirály kisajátított minden francia földön elterülő lovagrendi birtokot.
A lovagrend 1702 és 1731 még egyszer szerepelt Magyarországon. I. Lipót császár 500 000 rajnai forintért zálogba adta a lovagrendnek a Jászkun Kerületet, amibe a mai Jászság, valamint a Kis- és Nagykunság tartozott, s többszörösen felülmúlta a Barcaság területét, amit a lovagrend első ízben birtokolt annak idején.
Az ottani jászok és kunok betelepülésük óta kiváltságokat élveztek, jobbágyi alávetettséget elkerülték, és bizonyos fokú belső autonómiával rendelkeztek (közvetlen a nádor alá tartoztak). A zálogosítás ellen a jászok és a kunok éppen ezért élénken tiltakoztak, és tiltakozók mellé állt Esterházy Pál nádor és az országgyűlés is. II. Rákóczi Ferenc a szabadságharc folyamán ugyancsak eredménytelenül próbálta visszaszerezni a lovagoktól a területet. 1715-ben végül az osztrákok engedtek és érvénytelennek nyilvánították a vételt. De a kerületet még tizenhat évig nem engedte ki tulajdonából a lovagrend és csak 1731-ben adta át a pesti Invalidus-háznak, akiktől később a jászok és a kunok megváltották szabadságukat.
1797-ben a Rajna mentét és Belgiumot elfoglaló franciák elrendelték az ottani teuton rendházak megszüntetését, míg a folyó bal partján továbbra is maradtak rendi uradalmak, egészen a második koalíciós háborút lezáró 1801-es lunéville-i béke megkötéséig, amelynek egyik kitétele úgy szólt, hogy azokat a birtokokat is el kell venni a lovagoktól. A hányattatott ügy végére 1809-ben az Ausztriával hadakozó Napóleon tett pontot a végére, hogy magát a Lovagrendet oszlatta fel, megszüntette a frank és elzászi rendházakat, hátramaradt olasz és német uradalmait az adott fejedelemségeknek adta oda.

### A Német Lovagrend feltámadása
Évtizedekkel a császár legyőzése után I. Ferenc osztrák császár, magyar király 1834-ben újra megalakította a lovagrendet Bécsben. Kisebb földeket kaptak Tirolban és Ausztriában, de most már csak egyházi szervezetként működhettek tovább, s nagyobb előnyben részesítették a pap, apáca és szerzetes tagokat. Ezentúl főként a betegápolással, a szegények istápolásával és a keresztény hit terjesztésével, illetve erősítésével foglalkoztak.

1840-ben új szabályzatot kaptak, amely a lovagok tevékenységét jótékonysági és szociális munkára, a női tagokét betegápolásra korlátozta. Ettől kezdve a nagymester tisztségét valamelyik Habsburg főherceg látta el.
1871-ben IX. Piusz pápa a papi tagoknak új szabályzatot, a lovagrendnek pedig új nevet adott, úgy mint Mária-lovagok rendje.

A Német Lovagrend nagymesterének címere

1923-ban az Osztrák–Magyar Monarchia fölbomlása után Jenő főherceg a rend történetében először egy papnak, dr. Norbert Kleinnek adta át a nagymesteri hivatalt. 1929-ben immár harmadszor változtatták meg a regulát, amely a szerzetesi fegyelmet hangsúlyozta, és szigorúan elvárta ezt a tagoktól is.
Az utolsó lovag halálával megszűnt a lovagrend lovagi ága, de továbbra is fenntartják (nagymesteri hozzájárulással) a világiak belépését.
A szervezet részint legitimista monarchizmusa miatt, részint római katolikussága miatt több retorziót is elszenvedett az újonnan megalakult, erőteljesen katolikus-ellenes Csehszlovák Köztársaságtól, valamint a fasiszta Olaszország részéről, de a Habsburg-ellenes Osztrák Köztársaság részéről is. Ezért kellett a gyakorlatban szerzetesrenddé átszervezni a lovagrendet. Hitler bevonulásai után (1938, Ausztria illetve 1939, Csehszlovákia, valamint 1941, Jugoszlávia) a rendet betiltották, több tagját internálták, akik közül nem egy mártírhalált szenvedett. Ez utóbbi azért is abszurd, mivel a német nemzetiszocializmus (és az SS) egyik „legitimációs” alapja (történelmi hivatkozása) éppen a Német Lovagrend volt.
1944-ben a lovagrend titokban támogatta a porosz alezredes, gróf Claus Schenk von Stauffenberg által tervezett, Hitler elleni merényletet, melyet a Führer túlélt. A merénylet után nagy arányú tisztogatások kezdődtek, és mintegy ötezer embert tartóztattak le, akiből kétszázat ítéltek halálra, köztük több lovagrendi tagot.

#### A lovagrend helyzete napjainkban
Ma a Német Lovagrend nagymesterének székhelye Bécs. A Szent István-székesegyház mögött elhelyezkedő nagymesteri palotában, a Singerstrasse 7-es szám alatt található a Német Lovagrend központi archívuma, levéltára és múzeuma. Ezenkívül egykori székhelyének, Bad Mergentheimnek a várában is van egy múzeuma.
Jelenleg a Német Lovagrendnek hozzávetőlegesen 1000 tagja van, ebből 100 szerzetes, 200 nővér és mintegy 700 világi testvér. A rend elsősorban betegápolással és idősotthonok fenntartásával foglalkozik. A rendnek jelenleg 6 helyen van birtoka, Olaszországban, Ausztriában, Szlovákiában, Németországban, Csehországban és Szlovéniában.

## Megítélése
A rendről született megállapítások az idők folyamán különféleképpen változtak. A szocialista rendszer idején főleg a baloldali történetírás megpróbálta a lehető legfeketébben lefesteni a lovagrendet, mint kegyetlen rablólovagokat, akik a balti poroszokat egy szálig kiirtották. Ez összeegyeztethető a második világháború utáni féktelen németellenességgel, ami a szovjeteket jellemezte, ezzel egyértelművé akarták tenni, hogy a németek már korábban is náci beállítottságúak voltak. További ürügyet szolgáltatott a szovjeteknek, hogy a hitleri ideológia néhány elemet kölcsönzött a Német Lovagrendtől.
A Német Lovagrend tevékenysége nem hozható összefüggésbe a fasizmussal, mert más országokban is, így például a keresztes háborúk idején is folytatták ezt.
Az viszont igaz, hogy a Német Lovagrendet megelőző német kolonizáció már a 12. században erőszakkal elfoglalta Északkelet-Németország területén elhelyezkedő, szlávok lakta vidékeket, ahol az embereket mind megölték, javaikat elvették, másokat pedig egyszerűen elkergettek, akik keletebbre húzódtak, ahol a helyi lakosságba olvadtak be. A poroszokkal ez nem történt meg. A lovagrend a poroszok ellen vívott háborúiban elkövetett néhány súlyos túlkapást, s ebbe nemcsak az erőszakos hittérítés tartozott bele. Egyik példa erre, amikor 1260-ban (meglehetősen alaptalanul) lázadással vádolták a lovagrendnek behódolt porosz előkelőket, és kivégezték őket. A legsúlyosabb túlkapásokat azonban a Kardtestvérek követték el, akik tényleg nagy hangsúlyt fektettek a zsákmányszerzésre és a területgyarapításra.
A lovagrend háborúiban nagy veszteségeket szenvedtek a baltiak, ez segítette egyfelől a poroszok asszimilációját is. A végig ellenálló poroszokat keményen megbüntették a lovagok. Az érem másik oldala, hogy miután a harcok elcsitultak, a lovagrend is engedékenyebb lett és államszervező tevékenységével egy gazdag, virágzó országot hozott létre, melynek politikai vezetése meglehetősen instabil maradt. A lovagrend minden tekintélye és hatalma katonai erejétől függött, s nagyot hibázott, amikor mindvégig ebbe helyezte legfőbb bizalmát. Ez később megbosszulta magát.
A lovagokhoz hasonló gaztetteket követtek el az oroszok Lettország és Észtország területén, ahol nemcsak, hogy az ortodox kereszténységet nem terjesztették, hanem még a térséget sem akarták országukhoz kötni. Ehelyett a területet fegyveresen kizsákmányolták, és kegyetlenül bántak el az ottani lakosokkal.
A lovagrend ugyanakkor továbbra sem mondott le a humanitárius munkákról, a betegápolásról és alamizsnaosztásról. Európában nagyon sok ispotályuk (mai szóhasználattal kórház) volt, meglehetősen hatékonynak bizonyultak. Számos tagjuk költészettel is foglalkozott. Kiemelkedő közülük Tannhäuser, vagy Wigand von Marburg.
A Teuton Lovagrend történelmi szerepéről nem alakult ki egységes vélemény, megítélése máig vegyes.